# Liste der Biografien/Bul
Liste der Biografien |
Portal Biografien |
Personensuche
# |
A |
B |
C |
D |
E |
F |
G |
H |
I |
J |
K |
L |
M |
N |
O |
P |
Q |
R |
S |
T |
U |
V |
W |
X |
Y |
Z |
?
 
Ba |
Be |
Bd |
Bg |
Bh |
Bi |
Bj |
Bl |
Bm |
Bn |
Bo |
Br |
Bs |
Bu |
Bw |
By |
Bz
 
Bua |
Bub |
Buc |
Bud |
Bue |
Buf |
Bug |
Buh |
Bui |
Buj |
Buk |
Bul |
Bum |
Bun |
Buo |
Buq |
Bur |
Bus |
But–Buz
Die Liste der Biografien führt alle Personen auf, die in der deutschsprachigen Wikipedia einen Artikel haben. Dieses ist eine Teilliste mit 715 Einträgen von Personen, deren Namen mit den Buchstaben „Bul“ beginnt.

## Bul

### Bula
- Bula, Alfred (1908–1995), Schweizer Radrennfahrer
- Bula, Allen (* 1965), gibraltarischer Fußballspieler und -trainer
- Buła, Andrzej (* 1965), polnischer Politiker und Pädagoge
- Bula, Jan (1920–1952), tschechischer Priester, Opfer der Schauprozesse
- Bula, Werner (1892–1962), Schweizer Techniker, Volksschriftsteller und Bühnenautor in Mundart
- Bula-Bula, Sayeman (* 1950), kongolesischer Jurist und Professor für Völkerrecht an der Universität Kinshasa
- Bulachau, Uladsislau (* 1999), belarussischer Leichtathlet
- Bulachowskyj, Leonid (1888–1961), ukrainisch-sowjetischer Linguist und Philologe
- Bulaeus, Christophorus (1602–1677), deutscher Theologe, Superintendent in Dresden
- Bulaga, Bryan (* 1989), US-amerikanischer American-Football-Spieler
- Bulaihi, Ali al- (* 1989), saudi-arabischer Fußballspieler
- Bulaitis, John (1933–2010), päpstlicher Diplomat und Titularerzbischof von Narona
- Bulajew, Nikolai Iwanowitsch (* 1949), russischer Politiker
- Bulajić, Dušan (1932–1995), jugoslawischer Schauspieler
- Bulajić, Ivana (* 1991), serbische Volleyballspielerin
- Bulajić, Miloš (* 1989), deutscher Opern-, Konzert- und Oratoriensänger (Tenor)
- Bulajič, Spasoje (* 1975), slowenischer Fußballspieler
- Bulajić, Veljko (1928–2024), montenegrinischer Filmregisseur und Drehbuchautor
- Bulak, Giray (* 1958), türkischer Fußballspieler und -trainer
- Bulak-Balachowitsch, Stanislau (1883–1940), belarussisch-polnischer General
- Bulakow, Anatoli Nikolajewitsch (1930–1994), sowjetischer Boxer
- Bulamatari, Dominique (1955–2024), kongolesischer Geistlicher, römisch-katholischer Bischof von Molegbe
- Buland, Jean-Eugène (1852–1926), französischer Maler
- Buland, Rainer (* 1962), österreichischer Kulturhistoriker, Spieltheoretiker, Autor und Fotograf
- Bulanda, Ivo (1932–2016), deutscher Dokumentarfilmer und Fotograf
- Bulander, Michael (* 1971), deutscher Lokalpolitiker, Mössinger Oberbürgermeister
- Bulang, Petra-Maria (* 1958), deutsche Schauspielerin
- Bulang, Ralf (* 1991), deutscher Fußballspieler
- Bulank, Jan (1931–2002), sorbischer Komponist und Chordirigent
- Bulanow, Sergei Wladimirowitsch (* 1947), russischer Plasmaphysiker
- Bulanowa, Anna (* 1994), kirgisische Leichtathletin
- Bulanowa, Tatjana Iwanowna (* 1969), russische PopsängerinTatjana Iwanowna Bulanowa (* 1969)

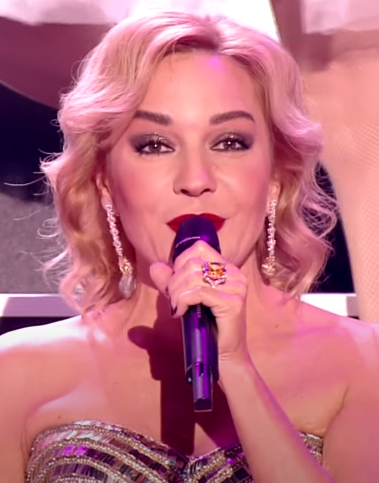
Tatjana Iwanowna Bulanowa (* 1969)

- Bulantschik, Jewgeni (1922–1996), ukrainisch-sowjetischer Hürdenläufer
- Bularca, Valeriu (1931–2017), rumänischer Ringer
- Bularchos, antiker griechischer Maler
- Bulat, Tihomir (* 1974), kroatischer Fußballtorhüter
- Bulath, Anita (* 1983), ungarische Handballspielerin und -trainerin
- Bulatova, Vera (1915–2014), sowjetisch-usbekische Architekturhistorikerin
- Bulatović, Anđela (* 1987), montenegrinische Handballspielerin und -trainerin
- Bulatović, Ivana (* 1994), montenegrinische Skirennläuferin
- Bulatović, Katarina (* 1984), montenegrinische Handballspielerin
- Bulatović, Marija (* 1995), montenegrinische Skilangläuferin
- Bulatović, Miodrag (1930–1991), serbischer Schriftsteller
- Bulatović, Momir (1956–2019), jugoslawischer bzw. montenegrinischer Politiker
- Bulatović, Radoš (* 1984), serbischer Fußballspieler
- Bulatow, Alexei Michailowitsch (* 1978), russischer Eishockeyspieler
- Bulatow, Andrei Arnoldowitsch (* 1969), russisch-kanadischer Informatiker
- Bulatow, Erik Wladimirowitsch (* 1933), russischer Maler und Bildhauer
- Bulatowa, Arina Sergejewna (* 2006), russische Tennisspielerin
- Bulatowa, Fliura (* 1963), usbekisch-italienische Tischtennisspielerin
- Bülau, Friedrich (1805–1859), deutscher Schriftsteller, Nationalökonom und Historiker
- Bülau, Gotthard (1835–1900), deutscher Internist
- Bülau, Gustav (1799–1857), deutscher Arzt
- Bulau, Horst (* 1962), kanadischer Skispringer
- Bülau, Kurt (1922–2016), österreichischer Schauspieler bei Bühne, Film und Fernsehen
- Bülau, Randy (* 1981), deutsche Handballspielerin
- Bülau, Theodor (1800–1861), deutscher Architekt
- Bulavas, Juozas (1909–1995), litauischer Rechtshistoriker und Politiker, Mitglied des Seimas
- Bulavas, Vladas (1936–2004), litauischer Bibliothekar, Leiter der Litauischen Martynas-Mažvydas-Nationalbibliothek in Vilnius
- Bulawayo, NoViolet (* 1981), simbabwisch-amerikanische Schriftstellerin
- Bulawin, Kondrati Afanassjewitsch († 1708), russischer Kosakenführer
- Bulawkina-Ontschukowa, Anna Alexandrowna (1882–1947), russische bzw. sowjetische Geobotanikerin und Hochschullehrerin
- Bulayumi, Espérance-François (* 1959), kongolesisch-österreichischer Schriftsteller, Herausgeber, Seelsorger und Bildungsbeauftragter
- Bulazew, Aslanbek Soltanowitsch (* 1963), russisch-ossetischer Politiker

### Bulb
- Bülbring, Edith (1903–1990), deutsch-niederländische Pharmakologin
- Bülbring, Karl (1863–1917), deutscher Anglist
- Bülbül, Ali Turap (* 2005), türkischer Fußballspieler
- Bülbül, Azer (1969–2012), türkischer Folksänger (Arabeske) und Schauspieler
- Bülbül, Çağrı (* 1992), türkischer Fußballspieler
- Bülbül, Kerem (* 1995), deutscher Fußballspieler
- Bülbül, Samet (* 1991), türkischer Fußballspieler

### Bulc
- Bulc, Violeta (* 1964), slowenische Unternehmerin und Politikerin, jugoslawische Basketballspielerin
- Bulcă, Ioana (1936–2025), rumänische SchauspielerinIoana Bulcă (1936–2025)

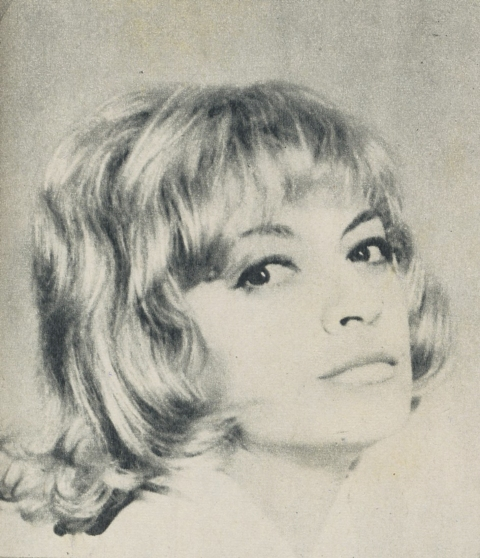
Ioana Bulcă (1936–2025)

- Bulcani, Marino († 1394), italienischer Kardinal der Römischen Kirche
- Bülch, Karl (1792–1844), deutscher Befreiungskämpfer, Pädagoge und Förderer der Turnbewegung
- Bülck, Horst Günter (* 1953), deutscher Manager und Politiker
- Bülck, Rudolf (1880–1954), deutscher Bibliothekar
- Bülck, Walter (1891–1952), deutscher Theologe
- Bulcke, Carl (1875–1936), deutscher Schriftsteller und Staatsanwalt
- Bulcke, Paul (* 1954), belgisch-schweizerischer ManagerPaul Bulcke (* 1954)

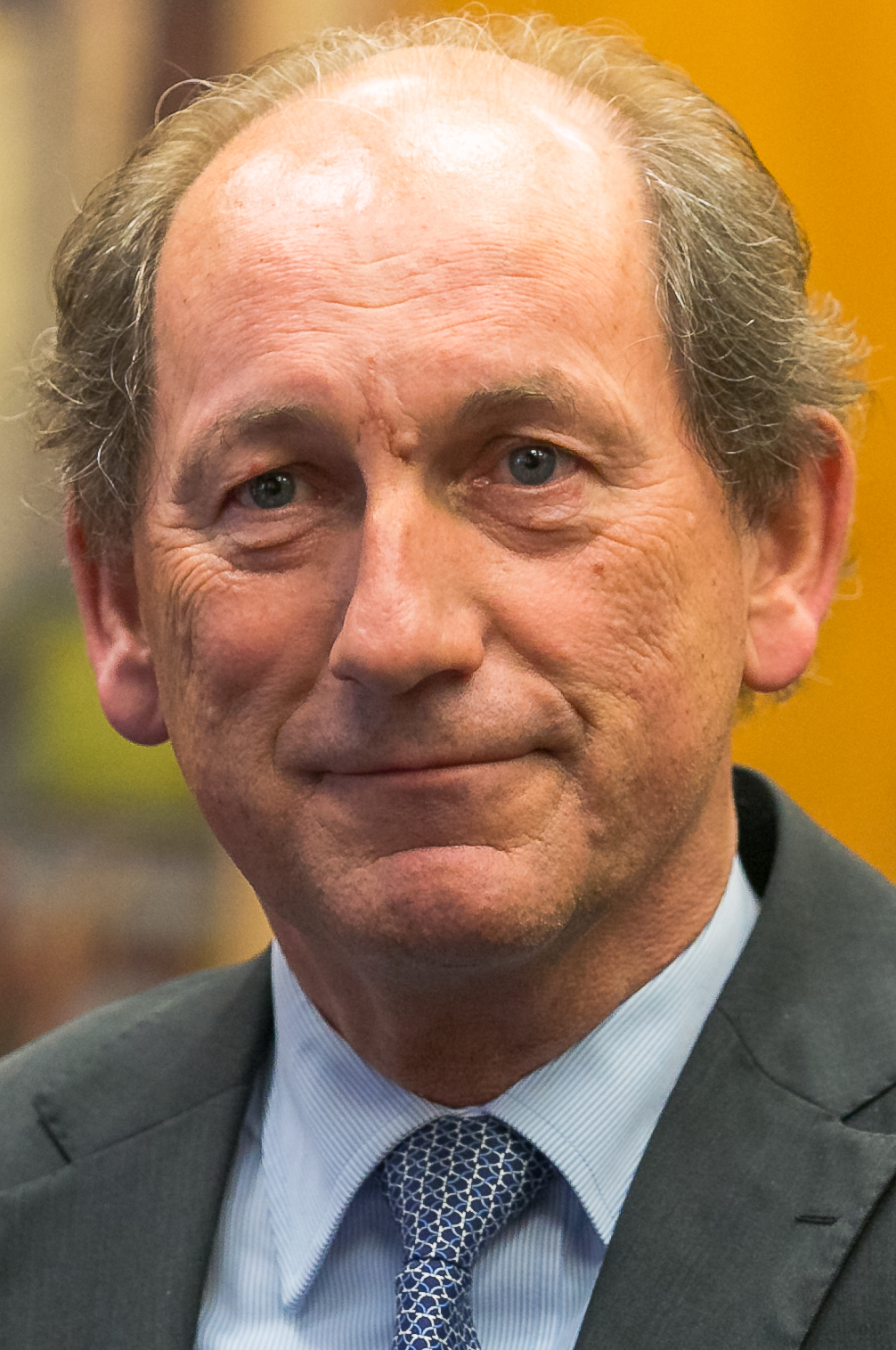
Paul Bulcke (* 1954)

- Bulcsú († 955), ungarischer Eroberer

### Buld
- Büld, Wolfgang (* 1952), deutscher Film- und Fernsehregisseur und -autor
- Buldakow, Michail Matwejewitsch (1766–1830), Unternehmer
- Buldakow, Timofei Michailowitsch, russischer Polarforscher
- Buldakowa, Ljudmila Stepanowna (1938–2006), sowjetische Volleyballspielerin
- Buldan, Pervin (* 1967), türkisch-kurdische Menschenrechtsaktivistin und Politikerin
- Bulder, Jaap (1896–1979), niederländischer Fußballspieler
- Buldermann, Max (1868–1930), deutscher Hellseher und Illusionist
- Büldge, Hanna, deutsche Tischtennisspielerin
- Büldt, Georg (* 1943), deutscher Biophysiker
- Buldus († 1046), ungarischer Bischof, Märtyrer und Heiliger

### Bule
- Bule, James (* 1957), vanuatuischer Politiker
- Bule, Nino (* 1976), kroatischer Fußballspieler
- Bulega, Nicolò (* 1999), italienischer MotorradrennfahrerNicolò Bulega (* 1999)

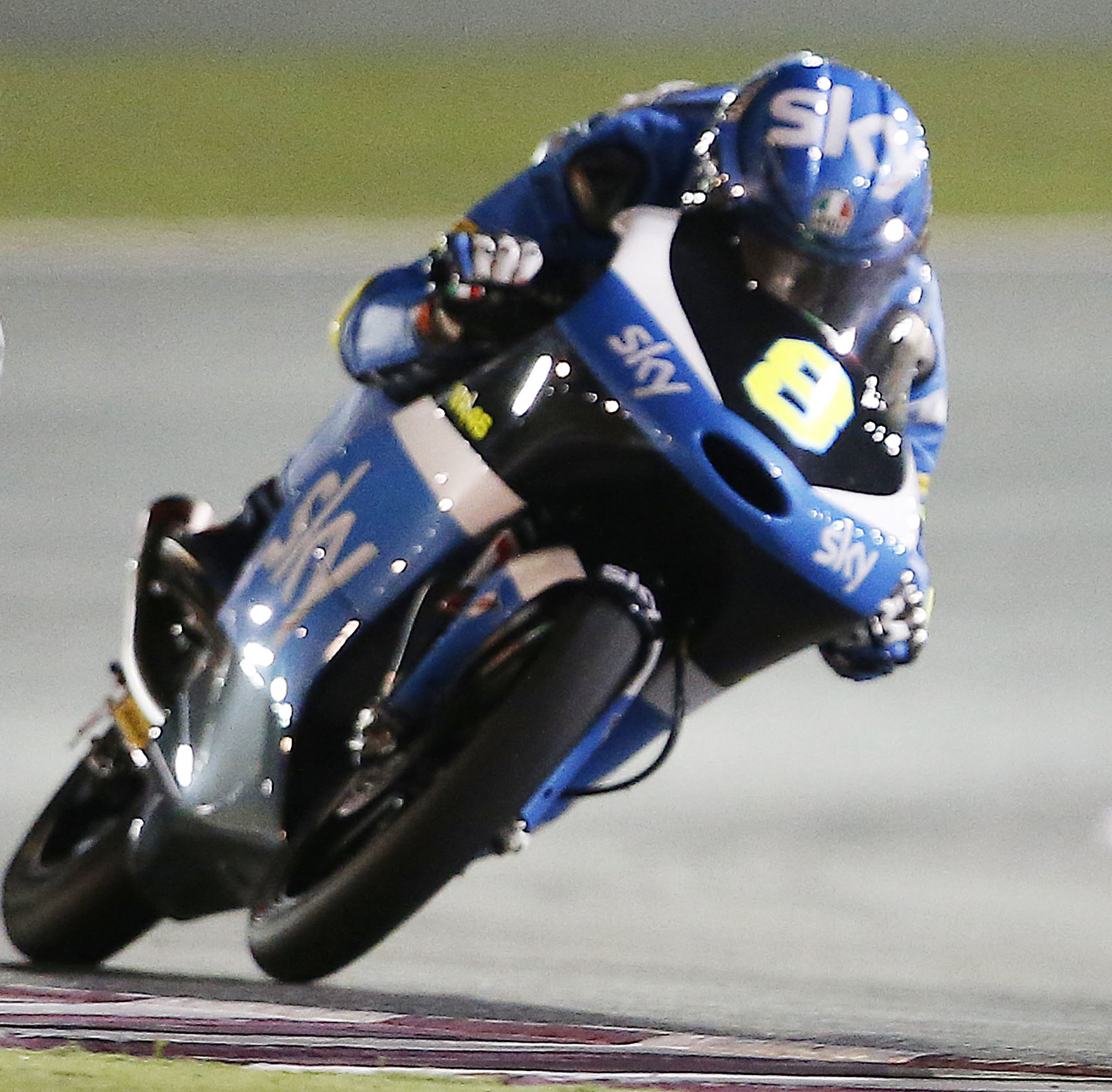
Nicolò Bulega (* 1999)

- Bulegenow, Jergali (* 1956), kasachischer Diplomat und Politiker
- Bulei, Andreas (* 1966), deutscher Handballspieler
- Buleică, Alin (* 1991), rumänischer Fußballspieler
- Bulešić, Miroslav (1920–1947), kroatischer katholischer Priester und Märtyrer
- Bulette, Julia (1832–1867), amerikanische Prostituierte und Pionierin
- Buletti, Aurelio (1946–2023), Schweizer Schriftsteller und Dichter
- Buley, Wilhelm (1840–1903), österreichischer Turnpädagoge

### Bulf
- Bulfin, Edward (1862–1939), britischer General
- Bulfinch, Charles (1763–1844), US-amerikanischer Architekt
- Bulfinch, Thomas (1796–1867), US-amerikanischer Bankier und Schriftsteller
- Bulfon, Annette (* 1966), deutsche Politikerin (FDP), MdL
- Bulfon, Anton (1885–1961), österreichischer Baumeister
- Bulfon, Wolfgang (* 1946), österreichischer Politiker (SPÖ), MdEP

### Bulg
- Bulgaç, Brian (* 1988), niederländischer Radrennfahrer
- Bulgakova, Vaszilisza (* 1993), ungarische Tennisspielerin
- Bulgakow, Afanassi Iwanowitsch (1859–1907), russischer Theologe und Kirchenhistoriker
- Bulgakow, Dmitri Witaljewitsch (* 1954), russischer Armeegeneral und stellvertretender Verteidigungsminister
- Bulgakow, Konstantin Jakowlewitsch (1783–1835), russischer Diplomat und Postdirektor
- Bulgakow, Michail Afanassjewitsch (1891–1940), sowjetischer SchriftstellerMichail Afanassjewitsch Bulgakow (1891–1940)

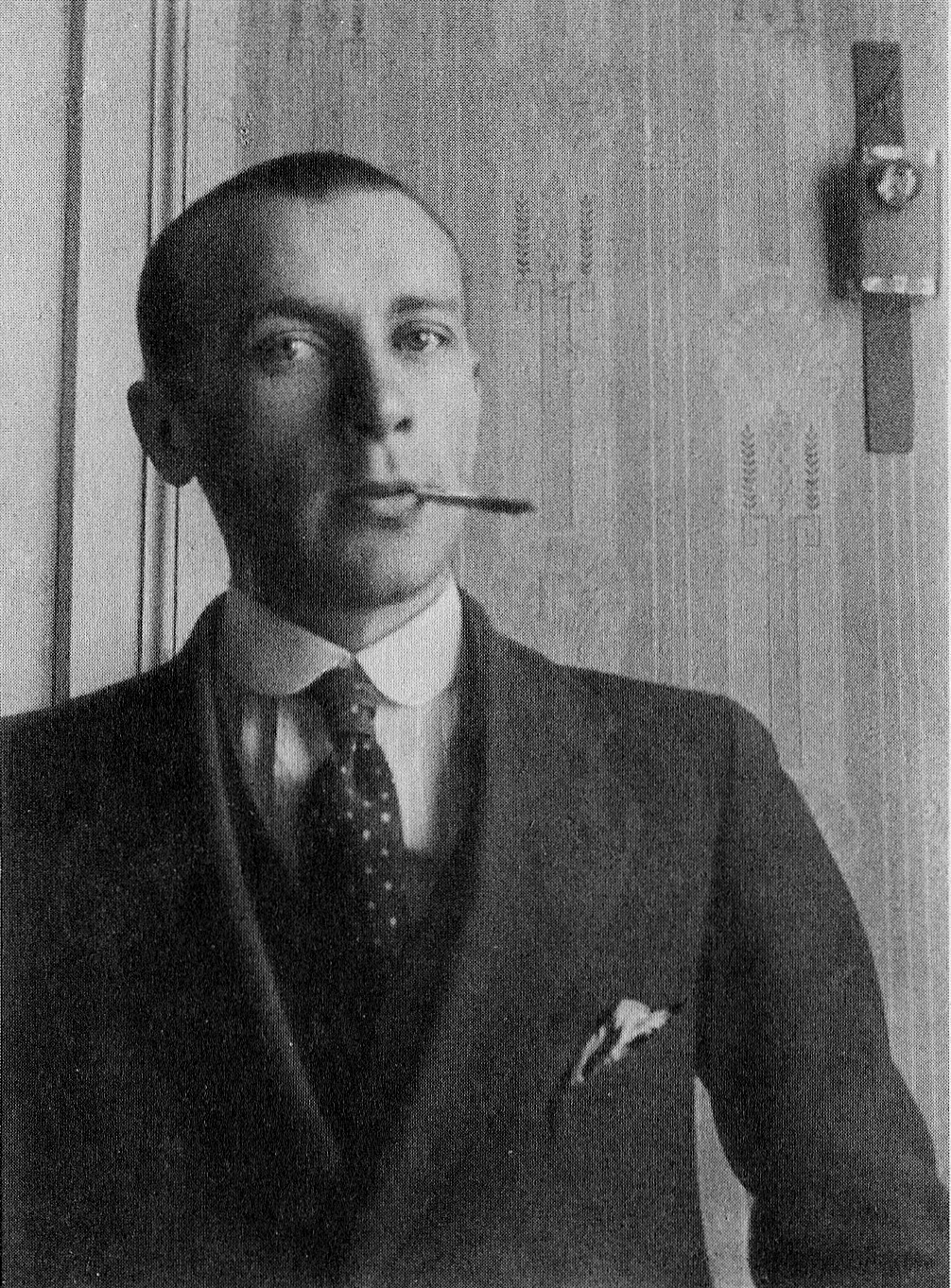
Michail Afanassjewitsch Bulgakow (1891–1940)

- Bulgakow, Sergei Nikolajewitsch (1871–1944), russischer Ökonom und orthodoxer Theologe
- Bulgakow, Walentin Fjodorowitsch (1886–1966), russischer Autor, Privatsekretär Lew Tolstois
- Bulgakow-Goliza, Michail Iwanowitsch, russischer Fürst, Adeliger, Bojar
- Bulgakowa, Anna Wladimirowna (* 1988), russische Hammerwerferin
- Bulgakowa, Jelena Sergejewna (1893–1970), russische Schauspielerin
- Bulgakowa, Oksana (* 1954), russische Filmhistorikerin, Professorin für Filmgeschichte
- Bulganin, Nikolai Alexandrowitsch (1895–1975), sowjetischer Staatsmann
- Bulgarelli, Adelmo (1932–1984), italienischer Ringer
- Bulgarelli, Emilio (1917–1993), italienischer Wasserballspieler
- Bulgarelli, Ettore (* 1965), italienischer Ruderer
- Bulgarelli, Giacomo (1940–2009), italienischer Fußballspieler
- Bulgarelli, Marianna Benti († 1734), italienische Opernsängerin (Sopran)
- Bulgarelli, Otávio (* 1984), brasilianischer Radrennfahrer
- Bulgari, Anton (1877–1934), österreichischer Revolutionär
- Bulgarin, Faddei Wenediktowitsch (1789–1859), polnisch-russischer Autor
- Bulgaru, Miriam (* 1998), rumänische Tennisspielerin
- Bulgarus, italienischer Glossator
- Bulger, James J. (1929–2018), US-amerikanischer KriminellerJames J. Bulger (1929–2018)

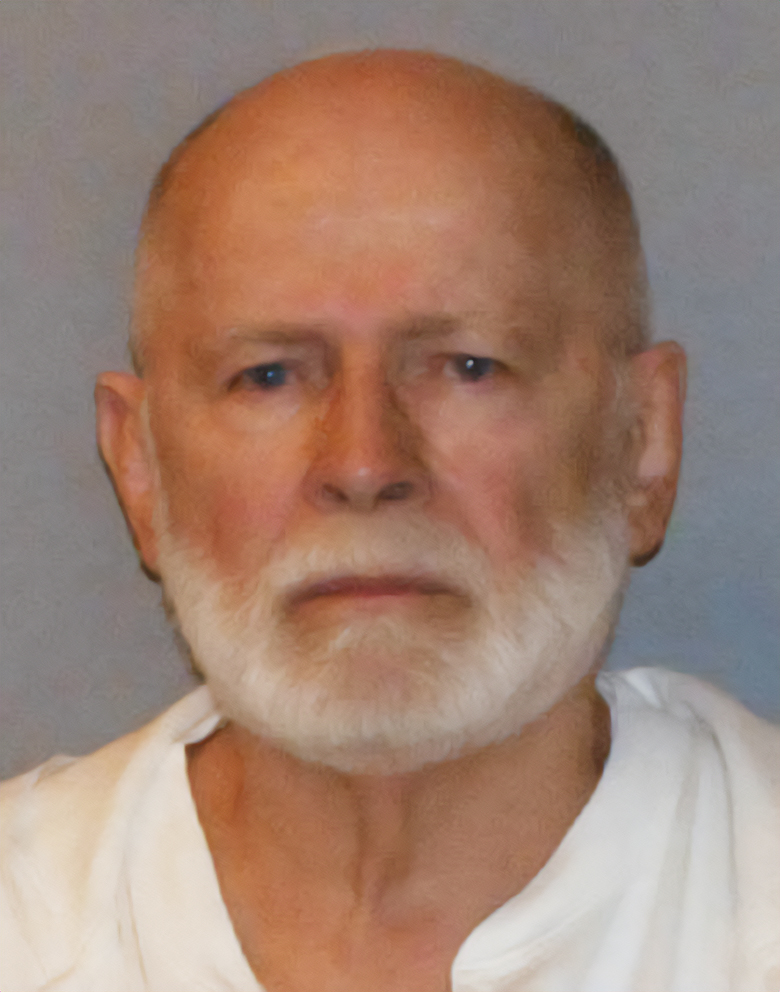
James J. Bulger (1929–2018)

- Bulger, James Patrick (1990–1993), britisches Mordopfer
- Bulgheroni, Alejandro (* 1944), argentinischer Unternehmer im Öl- und Gassektor
- Bulgheroni, Carlos (1945–2016), argentinisch-italienischer Unternehmer
- Bulgin, Philippa (1967–1994), dänische Sängerin

### Bulh
- Bułhak, Jan (1876–1950), polnischer Lichtbildner
- Bulhart, Vinzenz (1885–1965), österreichischer Klassischer Philologe
- Bulheller, Richard (* 1942), deutscher Brigadegeneral des Heeres der Bundeswehr
- Bulhões e Souza, Miguel de (1706–1779), portugiesischer Ordensgeistlicher, römisch-katholischer Bischof von Leiria
- Bulhões Jardim, José Leopoldo de (1856–1928), brasilianischer Politiker

### Buli
- Buli, Hugo (1875–1941), serbischer Kaufmann und Fußballpionier
- Bulić, Bruno (* 1958), jugoslawischer Radrennfahrer
- Bulic, Edita (* 1981), deutsche Fußballspielerin
- Bulić, Frane (1846–1934), jugoslawischer Archäologe und Historiker
- Bulić, Leon (* 2001), kroatischer Basketballspieler
- Bulić, Mate (* 1957), kroatischer SängerMate Bulić (* 1957)

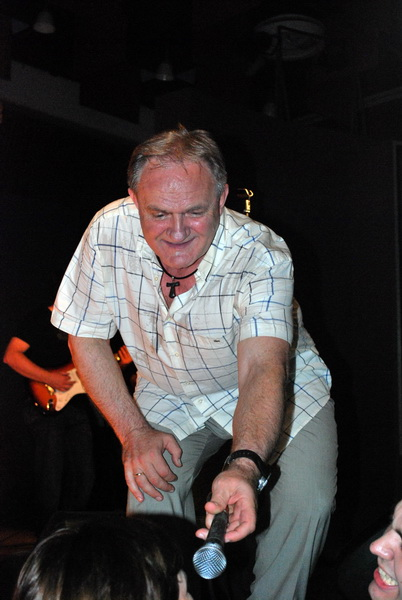
Mate Bulić (* 1957)

- Bulić, Rasim (* 2000), deutscher Fußballspieler
- Bulie, Iulia (* 1967), rumänische Ruderin
- Buligan, Alexandru (* 1960), rumänischer Handballspieler und -trainer
- Bulik, Cynthia, klinische Psychologin
- Bulík, Tomáš (* 1985), slowakischer Eishockeyspieler
- Bulik, Walter (1933–2007), deutscher Fußballspieler
- Bulimar, Diana (* 1995), rumänische Kunstturnerin
- Bulín, Jáchym (1934–2021), tschechoslowakischer Skispringer
- Buliņa, Sandra (* 2001), lettische Biathletin
- Buliņa, Sanita (* 2001), lettische Biathletin
- Buling, Hans, Bürgermeister von Dresden
- Buling, Theodoricus, Bürgermeister von Dresden
- Buling, Tycze, Bürgermeister von Dresden
- Bulingus, Bürgermeister von Dresden
- Bulinsky, Semjon (* 1987), deutsch-schweizerischer Opern- und Operettensänger
- Bulířová, Alena (* 1961), tschechische Leichtathletin
- Bulířová, Kamila (* 1977), tschechische Extremsportlerin
- Bulirsch, Roland (1932–2022), deutscher Mathematiker
- Bulis, Henry C. (1830–1897), US-amerikanischer Politiker
- Bulis, Jan (* 1978), tschechischer Eishockeyspieler
- Bulis, Jānis (* 1950), lettischer Geistlicher, Bischof von Rēzekne-Aglona
- Bulitta, Alois (1897–1971), deutscher Oberregierungs- und Schulrat, Slawist und Fachbuchautor
- Bulitta, Arno (1921–1995), deutscher Mediziner, stellv. Bürgermeister und Lokalpolitiker
- Bulitta, Brigitte (* 1966), deutsche Sprachwissenschaftlerin und Fachbuchautorin
- Bulitta, Erich (* 1945), deutscher Sachbuchautor und Lehrer
- Bulitta, Franz (1900–1974), Geistlicher Rat und katholischer Pfarrer
- Bulitta, Hildegard (* 1947), deutsche Sachbuchautorin und Lehrerin
- Bulitta, Josef (1908–1979), deutscher Jurist, Sach- und Schulbuchautor, Gründer der Aktion für das Leben
- Bulius, Johann Polycarp (1711–1778), deutscher Seidenfabrikant und kursächsischer Hofposamentierer
- Buliżańska, Martyna (* 1994), polnische Dichterin

### Bulj
- Buljan, Ivan (* 1949), kroatisch-jugoslawischer Fußballspieler und -trainer
- Buljanski, Artjom Michailowitsch (* 1985), russischer Eishockeyspieler
- Buljat, Jurica (* 1986), kroatischer Fußballspieler
- Buljat, Marijan (* 1981), kroatischer Fußballspieler
- Buljević, Damir (* 1965), kroatisch-deutscher Tennisspieler
- Buljević, Marco (* 1987), deutscher Basketballspieler
- Buljin, Wladislaw Alexandrowitsch (* 1972), russischer Eishockeyspieler
- Buljo, Fred (* 1988), norwegisch-samischer Musiker und Politiker
- Buljo, Karen Anne (* 1964), samisch-norwegische Schriftstellerin und Lyrikerin
- Buljubašić, Ivan (* 1987), kroatischer Wasserballspieler
- Buljubasich, José María (* 1971), argentinischer Fußballspieler
- Buljung, Erich (* 1944), US-amerikanischer Sportschütze

### Bulk
- Bulk, Sheila van den (* 1989), niederländische Fußballspielerin
- Bulk, Wilhelm (* 1936), deutscher Bahnradsportler
- Bulka, Ehrenfried (1926–2012), deutscher Chemiker und Hochschullehrer
- Bułka, Marcin (* 1999), polnischer Fußballspieler
- Bülkat, Mehmet Esat (1862–1952), türkischer General und PolitikerMehmet Esat Bülkat (1862–1952)

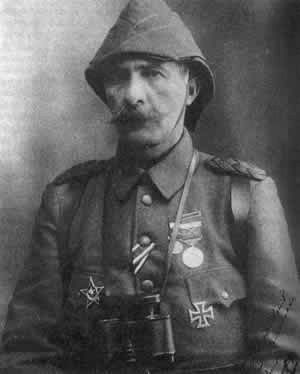
Mehmet Esat Bülkat (1862–1952)

- Bulkeley, Henry († 1698), irischer Adliger und Politiker am englischen Hof
- Bulkeley, John, britischer Seemann
- Bulkeley, Morgan (1837–1922), US-amerikanischer Geschäftsmann und Politiker, Gouverneur und Senator von Connecticut
- Bulkeley, Nancy (1913–1988), US-amerikanische Fotografin
- Bulkeley, William H. (1840–1902), US-amerikanischer Politiker
- Bulkley, Alex, US-amerikanischer Filmproduzent und Filmregisseur
- Bulkley, Mary († 1792), britische Schauspielerin
- Bulkley, Robert J. (1880–1965), US-amerikanischer Politiker
- Bułkowska, Danuta (* 1959), polnische Hochspringerin
- Bulkowski, Hansjürgen (1938–2024), deutscher Schriftsteller

### Bull
- Bull City Red, US-amerikanischer Blues-Musiker
- Bull, Amy (1877–1953), englisch-britische Lehrerin und Suffragette
- Bull, Ben (1872–1951), englischer Fußballspieler
- Bull, Bruno Horst (* 1933), deutscher Dichter, Schriftsteller, Kinder- und Jugendbuchautor
- Bull, Charles (1909–1939), englischer Tischtennis- und Cricketspieler
- Bull, Colin (1928–2010), britisch-amerikanischer Physiker, Polarforscher und Hochschullehrer
- Bull, Dan (* 1986), britischer Rapper und Songschreiber
- Bull, David (* 1969), britischer Politiker, Mediziner und Fernsehmoderator
- Bull, Edvard (1845–1925), norwegischer Arzt
- Bull, Emma (* 1954), amerikanische Autorin von Science-Fiction und Fantasy
- Bull, Francis (1887–1974), norwegischer Literaturhistoriker
- Büll, Franziskus (* 1939), deutscher Ordensgeistlicher, Lehrer und Kirchenhistoriker
- Bull, Fredrik Rosing (1882–1925), norwegischer Ingenieur
- Bull, Friedrich (1886–1967), deutscher Politiker (SPD), MdL
- Bull, Geoff (* 1942), australischer Jazzmusiker (Trompete) und Bandleader
- Bull, Gerald (1928–1990), kanadischer Artilleriewissenschaftler
- Bull, Hans Peter (* 1936), deutscher RechtswissenschaftlerHans Peter Bull (* 1936)

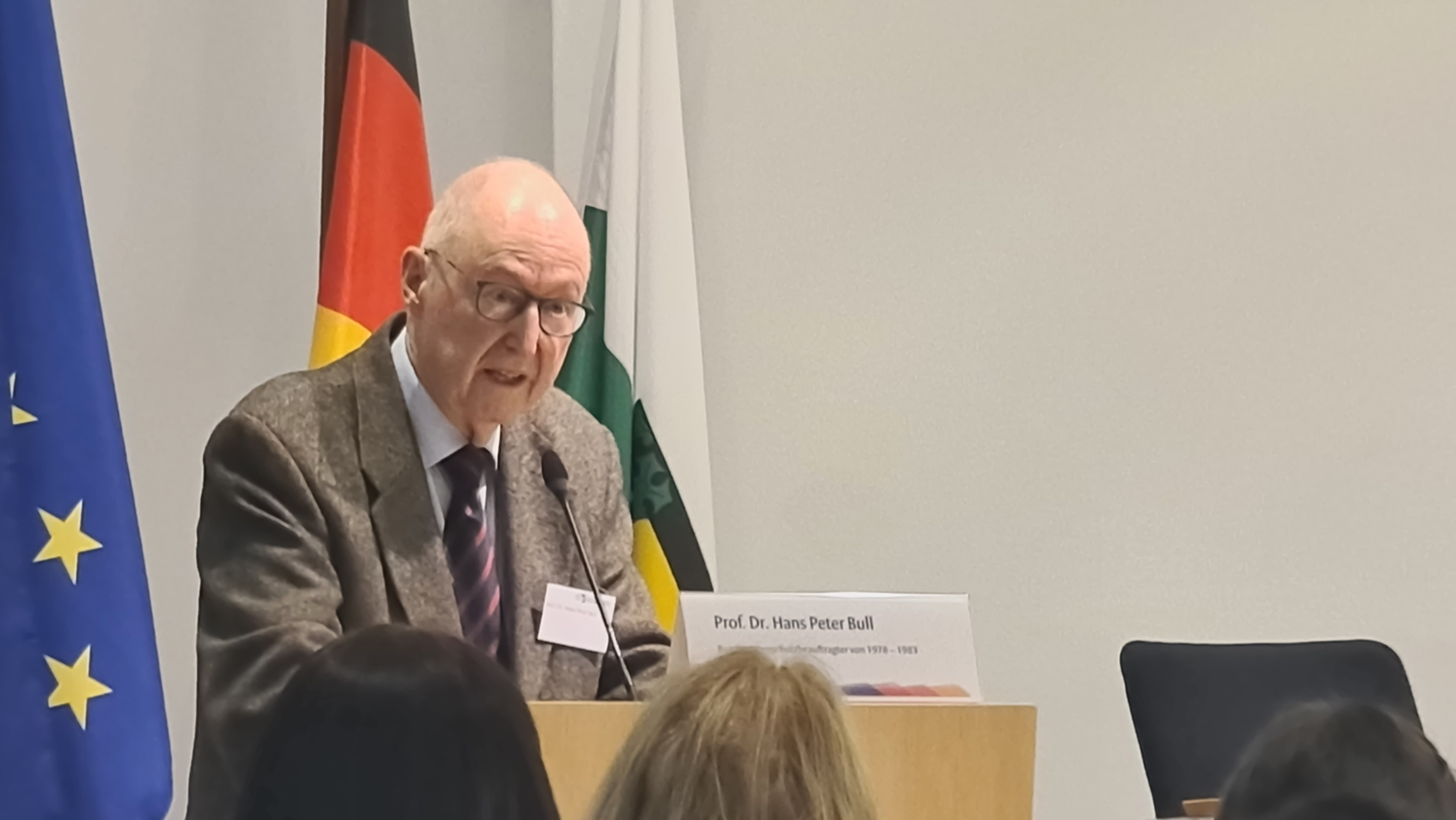
Hans Peter Bull (* 1936)

- Bull, Hans-Joachim (1906–1977), deutscher Richter und Rechtsanwalt
- Bull, Hedley (1932–1985), australischer Politologe, Professor für Internationale Beziehungen
- Büll, Hedwig (1887–1981), estnische Missionarin in Kilikien und Syrien
- Bull, Henrik (1864–1953), norwegischer Architekt
- Bull, Henryk (1844–1930), norwegisch-australischer Geschäftsmann und Entdecker
- Bull, Hermann (1885–1947), deutscher Porträt- und Landschaftsmaler der Düsseldorfer Schule
- Bull, Ida (* 1948), norwegische Historikerin und Hochschullehrerin
- Bull, Jacob B. (1853–1930), norwegischer Dichter
- Bull, Johan Lausen (1751–1817), norwegischer Politiker und Jurist
- Büll, Johannes (1878–1970), deutscher Politiker (DDP, FDP), MdHB, MdR, Hamburgischer Senator
- Bull, John († 1628), englischer Organist, Cembalist und Komponist
- Bull, John († 1802), US-amerikanischer Staatsmann und Kämpfer für die Amerikanische Unabhängigkeit
- Bull, John (1803–1863), US-amerikanischer Politiker
- Bull, John S. (1934–2008), US-amerikanischer Astronaut
- Bull, Karl (1911–1984), norwegischer Skispringer
- Bull, Kirsti Strøm (* 1945), norwegische Juristin und Hochschullehrerin
- Bull, Melville (1854–1909), US-amerikanischer Politiker
- Bull, Mike (* 1946), britischer Stabhochspringer und Zehnkämpfer
- Bull, Niels Rosing (1760–1841), norwegischer Beamter und Inspektor in Grönland
- Bull, Nikki (* 1981), englischer Fußballspieler
- Bull, Olaf (1883–1933), norwegischer Dichter
- Bull, Olaf (* 1977), deutscher Verwaltungswissenschaftler und Staatsrat
- Bull, Ole (1810–1880), norwegischer Violinist und Komponist der RomantikOle Bull (1810–1880)

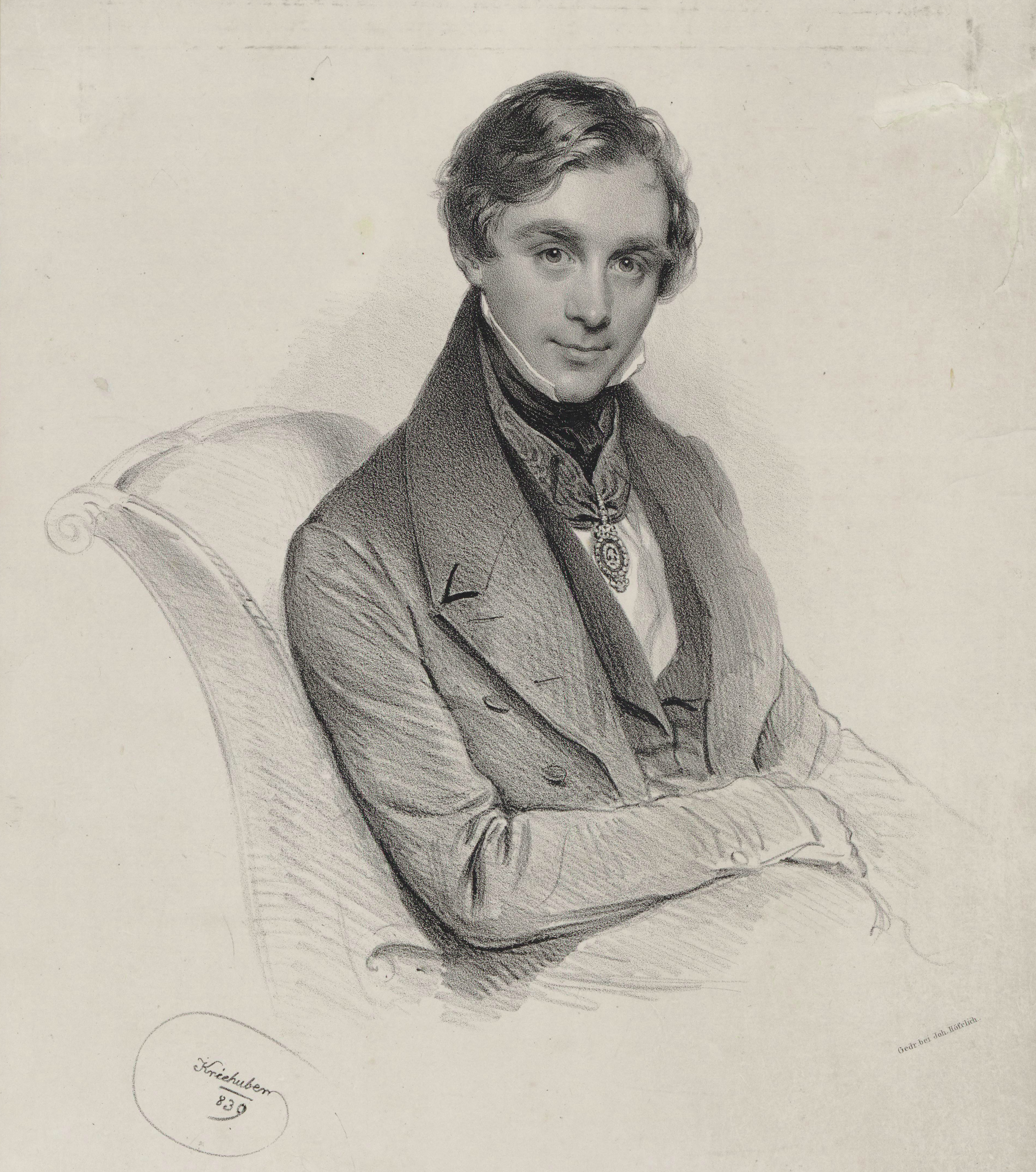
Ole Bull (1810–1880)

- Bull, Peter (1912–1984), englischer Schauspieler
- Bull, Reimer (1933–2012), deutscher Pädagoge und niederdeutscher Autor
- Bull, Richard (1924–2014), US-amerikanischer SchauspielerRichard Bull (1924–2014)

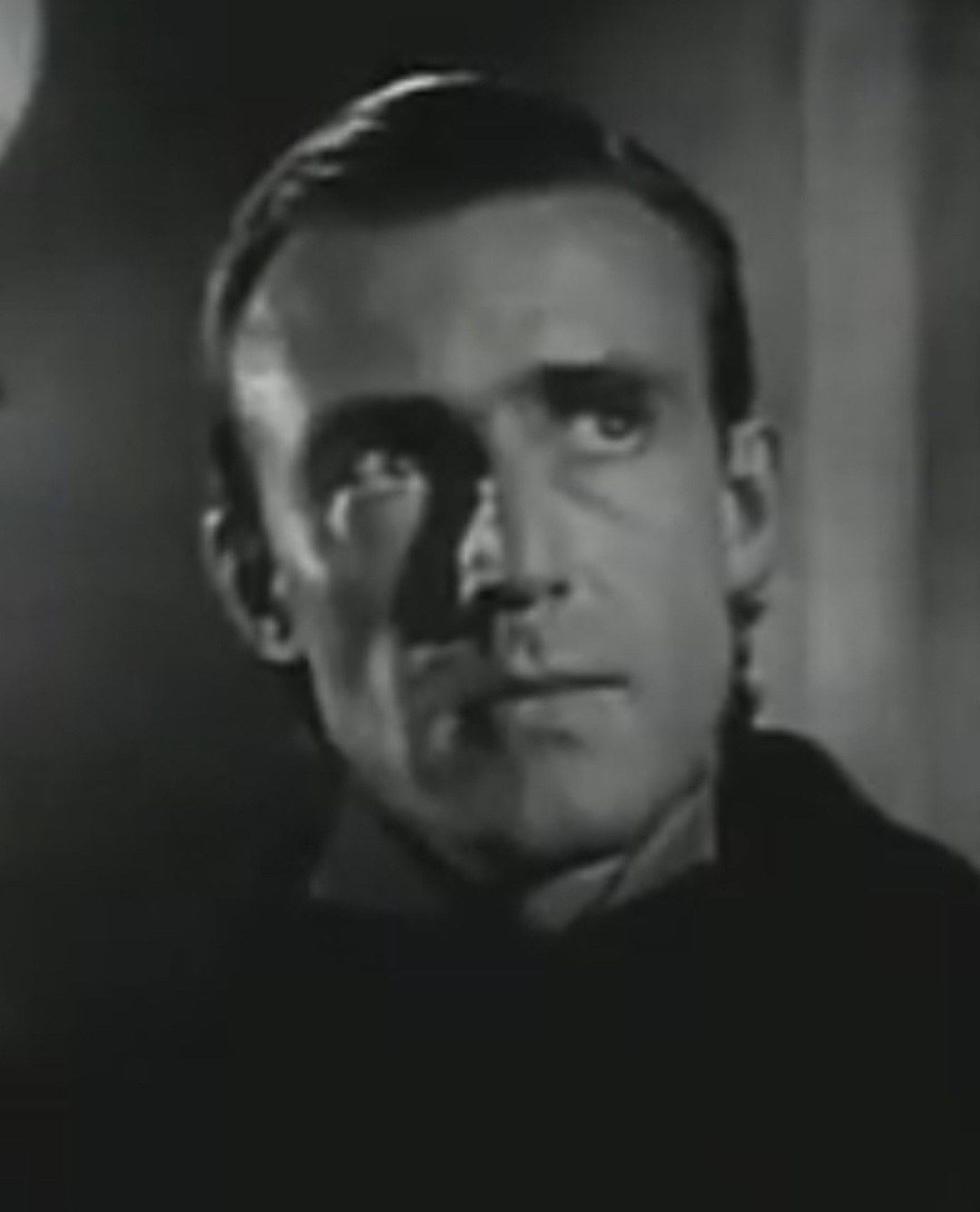
Richard Bull (1924–2014)

- Bull, Richard (* 1946), australischer Politiker, Unternehmer, Mitglied des Legislativrates von New South Wales
- Bull, Ronnie (* 1980), englischer Fußballspieler
- Bull, Sandy (1941–2001), US-amerikanischer Musiker
- Bull, Sebastian (* 1995), dänischer Filmschauspieler
- Bull, Sitting († 1876), Häuptling der Oglala-Lakota
- Bull, Steve (* 1965), englischer Fußballspieler
- Bull, Tove (* 1945), norwegische Linguistin
- Bull, Trevor (1944–2009), britischer Radrennfahrer
- Bull, Werner (1902–1989), deutscher Elektrotechniker und Kommunalpolitiker (NSDAP)
- Bull, William (1683–1755), britischer Politiker, Gouverneur der Province of South Carolina
- Bull, William (1710–1791), britischer Politiker, Gouverneur der Province of South Carolina
- Bull, William, US-amerikanischer Politiker
- Bull, William (1828–1902), britischer Pflanzenjäger, Gärtnereibesitzer und Botaniker
- Bull, William Emerson (1909–1972), US-amerikanischer Hispanist
- Bull-Bischoff, Birke (* 1963), deutsche Politikerin (PDS, Die Linke)
- Bull-Hansen, Fredrik (1927–2018), norwegischer General und Diplomat
- Bulla, Anführer von Aufständischen und Räubern
- Bulla, Birgit (* 1984), deutsche Redakteurin und Sachbuch-Autorin
- Bulla, Carl Oswald (1855–1929), Fotograf, Gründer der russischen Fotoreportagen
- Bulla, Edmonda (1763–1811), deutsche Theaterschauspielerin
- Bulla, Franz (1754–1819), österreichischer Theaterschauspieler, -leiter und -regisseur
- Bulla, Gisela (1932–2018), deutsche Autorin und Politikerin (Tierschutzpartei)
- Bulla, Hans Georg (* 1949), deutscher Lyriker, Herausgeber und Lektor
- Bulla, Jürgen (* 1975), deutscher Autor und Übersetzer
- Bulla, Max (1905–1990), österreichischer RadrennfahrerMax Bulla (1905–1990)

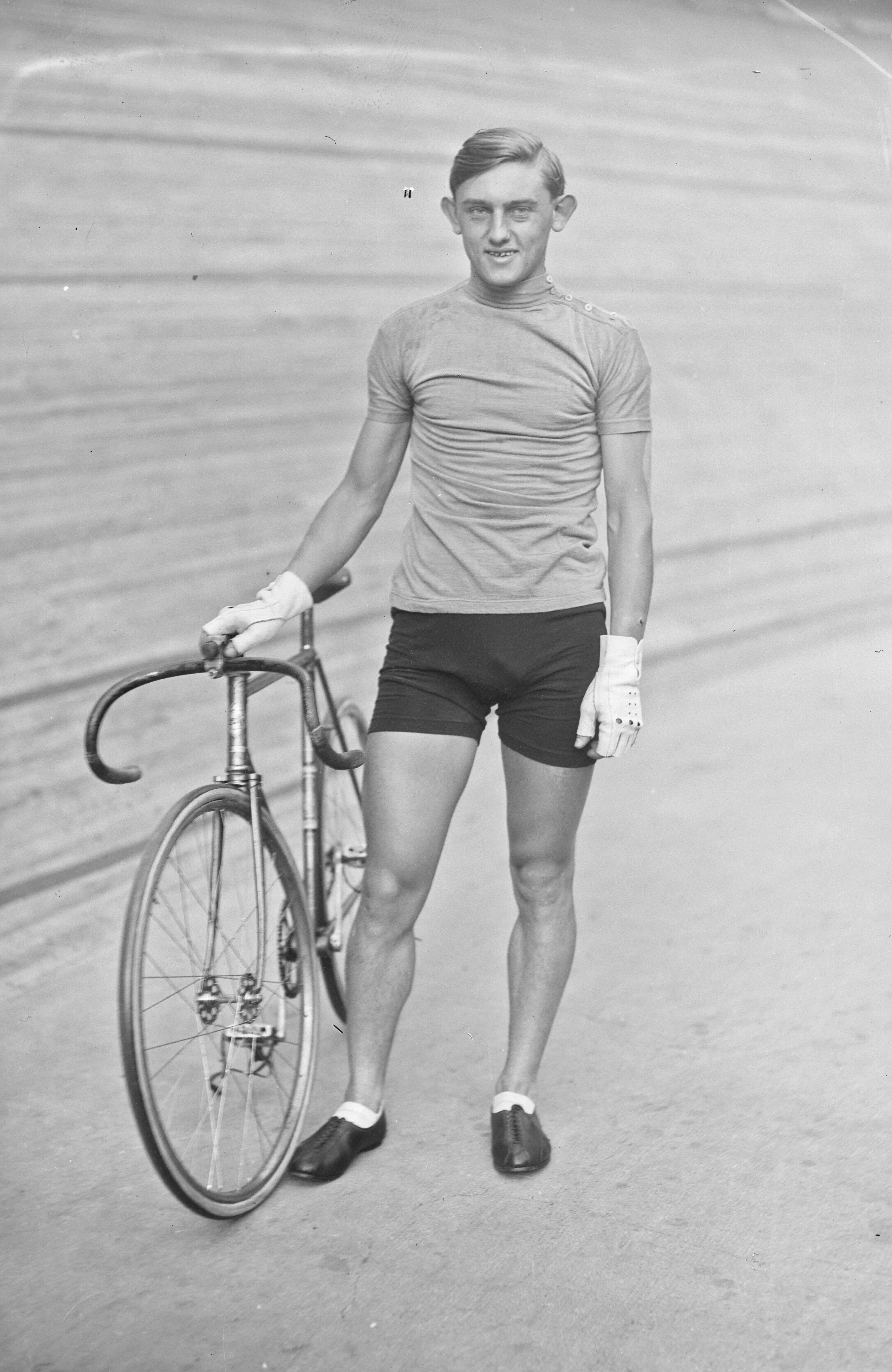
Max Bulla (1905–1990)

- Bulla, Wiktor Karlowitsch (1883–1938), Fotograf der Oktoberrevolution
- Bulla, Wolfgang (1942–2023), österreichischer mathematischer Physiker
- Bullach, Matthias (* 1963), deutscher Schauspieler, Synchronsprecher und Regisseur
- Bullaeus, Anton (1589–1654), deutscher Jurist Stifts- und Stadtrat von Minden
- Bullan, Horst (1926–2016), deutscher Historiker und Verlagsleiter
- Bullano, Fernanda (1914–2003), italienische Sprinterin
- Bullant, Jean († 1578), französischer Architekt
- Bullar, Joseph (1808–1869), englischer Mediziner und Autor
- Bullard, Edward C. (1907–1980), britischer Geophysiker
- Bullard, Eugene (1894–1961), erster afroamerikanischer Militärpilot
- Bullard, Frederick Field (1864–1904), US-amerikanischer Komponist
- Bullard, George Purdy (1869–1924), US-amerikanischer Jurist und Politiker
- Bullard, Henry Adams (1788–1851), US-amerikanischer Politiker
- Bullard, Jimmy (* 1978), englischer FußballspielerJimmy Bullard (* 1978)

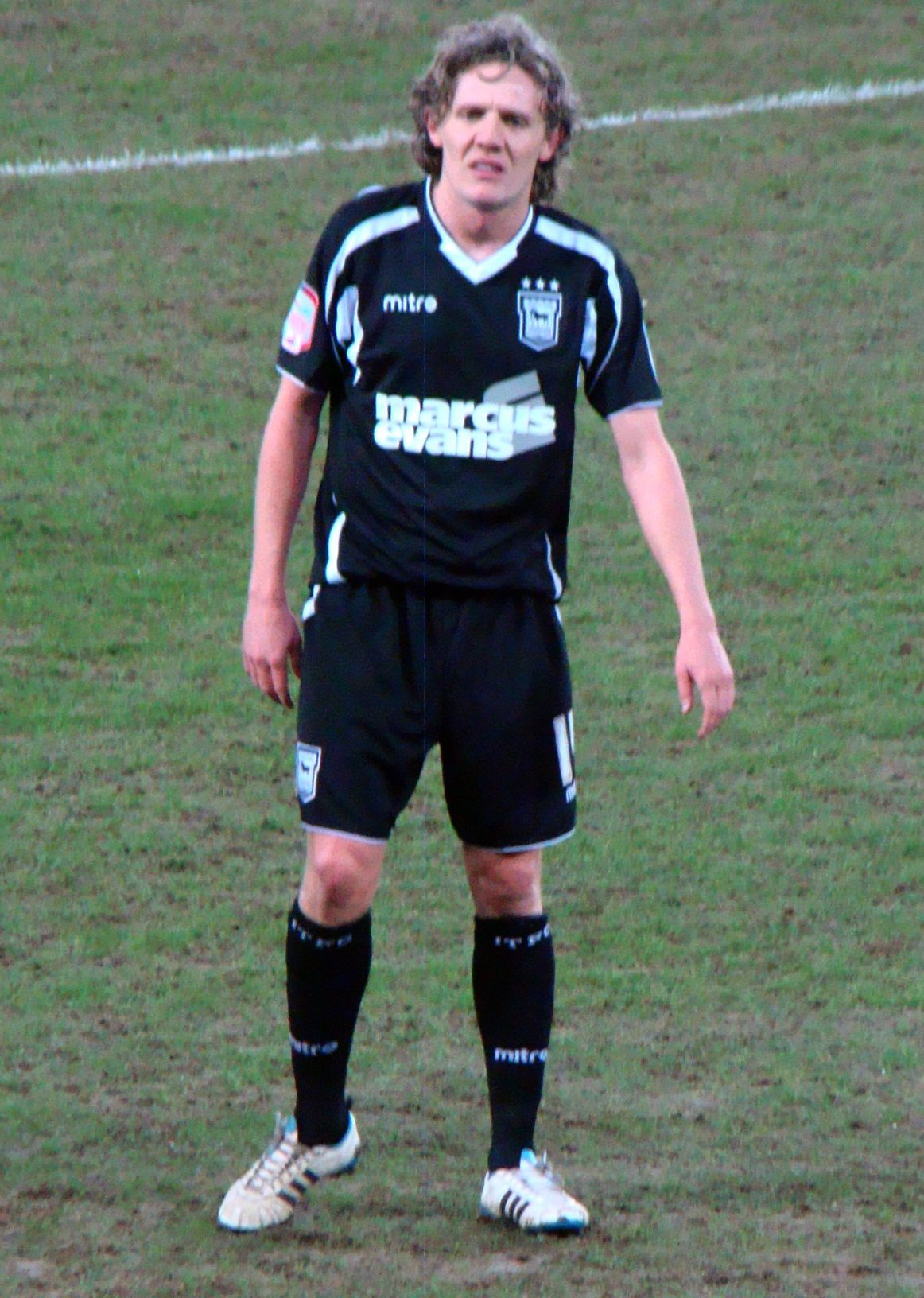
Jimmy Bullard (* 1978)

- Bullard, Julian (1928–2006), britischer Diplomat
- Bullard, Mike (* 1961), kanadischer Eishockeyspieler und -trainer
- Bullard, Reader (1885–1976), britischer Botschafter
- Bullard, Robert Lee (1861–1947), US-amerikanischer Generalleutnant
- Bullard-Werner, Anna (* 1992), deutsche Schauspielerin
- Bulle, Constantin (1844–1905), deutscher Politiker (DFP), MdBB, MdR, Lehrer, Historiker
- Bulle, Heinrich (* 1545), deutscher Jurist und Politiker
- Bulle, Heinrich (1867–1945), deutscher Klassischer Archäologe
- Bülle, Heinrich Johann († 1761), mecklenburgischer Hofbildhauer
- Bulle, Helmut (1925–1973), deutscher Politiker (CDU), MdL
- Bulle, Oskar (1857–1917), deutscher Schriftsteller, Germanist, Italianist und Lexikograf
- Bülle, Wibke (* 1970), deutsche Seglerin
- Bulleid, Oliver (1882–1970), britischer Lokomotivkonstrukteur
- Bullen, Grace (* 1997), norwegische Ringerin
- Bullen, Keith Edward (1906–1976), neuseeländischer Seismologe, Mathematiker und Geophysiker
- Bullen, Mitchell (* 1991), australischer Bahnradsportler
- Bullen, Nicholas (* 1968), englischer Musiker und Klangkünstler
- Bullen, Peter (* 1970), belgischer Snookerspieler
- Bullenkamp, Anni (1899–1983), deutsche Fleischerin
- Buller, Amy (1891–1974), britische Bildungsmanagerin und Autorin
- Buller, Andreas (* 1961), deutsch-russischer Philosoph, Geschichtstheoretiker und Sachbuchautor
- Buller, Arthur Henry Reginald (1874–1944), kanadisch-britischer Botaniker und Mykologe
- Buller, Audley Cecil (1853–1894), US-amerikanischer Zoologe und Tiersammler
- Büller, Carl William (1851–1923), deutscher Schauspieler und Regisseur
- Büller, Ernst von (1829–1910), bayerischer Generalmajor
- Buller, Redvers (1839–1908), britischer Militär, General und Oberbefehlshaber der britischen Truppen in der ersten Phase des BurenkriegesRedvers Buller (1839–1908)

Redvers Buller (1839–1908)

- Buller, Ulrich (1946–2020), deutscher Chemiker
- Buller, Walter (1838–1906), neuseeländischer Anwalt und Ornithologe
- Büller, William (1876–1950), deutscher Schauspieler, Regisseur und Theaterintendant
- Buller, William (* 1992), britischer Automobilrennfahrer
- Bullerdiek, Bolko (* 1939), deutscher plattdeutscher Schriftsteller
- Bullerdiek, Walther (1901–1971), deutscher Schauspieler, Hörspielsprecher und Komponist
- Bulleri, Massimo (* 1977), italienischer Basketballspieler
- Bullerian, Hans (1885–1948), deutscher Komponist
- Bullerjahn, Claudia (* 1962), deutsche Musikwissenschaftlerin
- Bullerjahn, Jens (1962–2022), deutscher Politiker (SPD), MdLJens Bullerjahn (1962–2022)

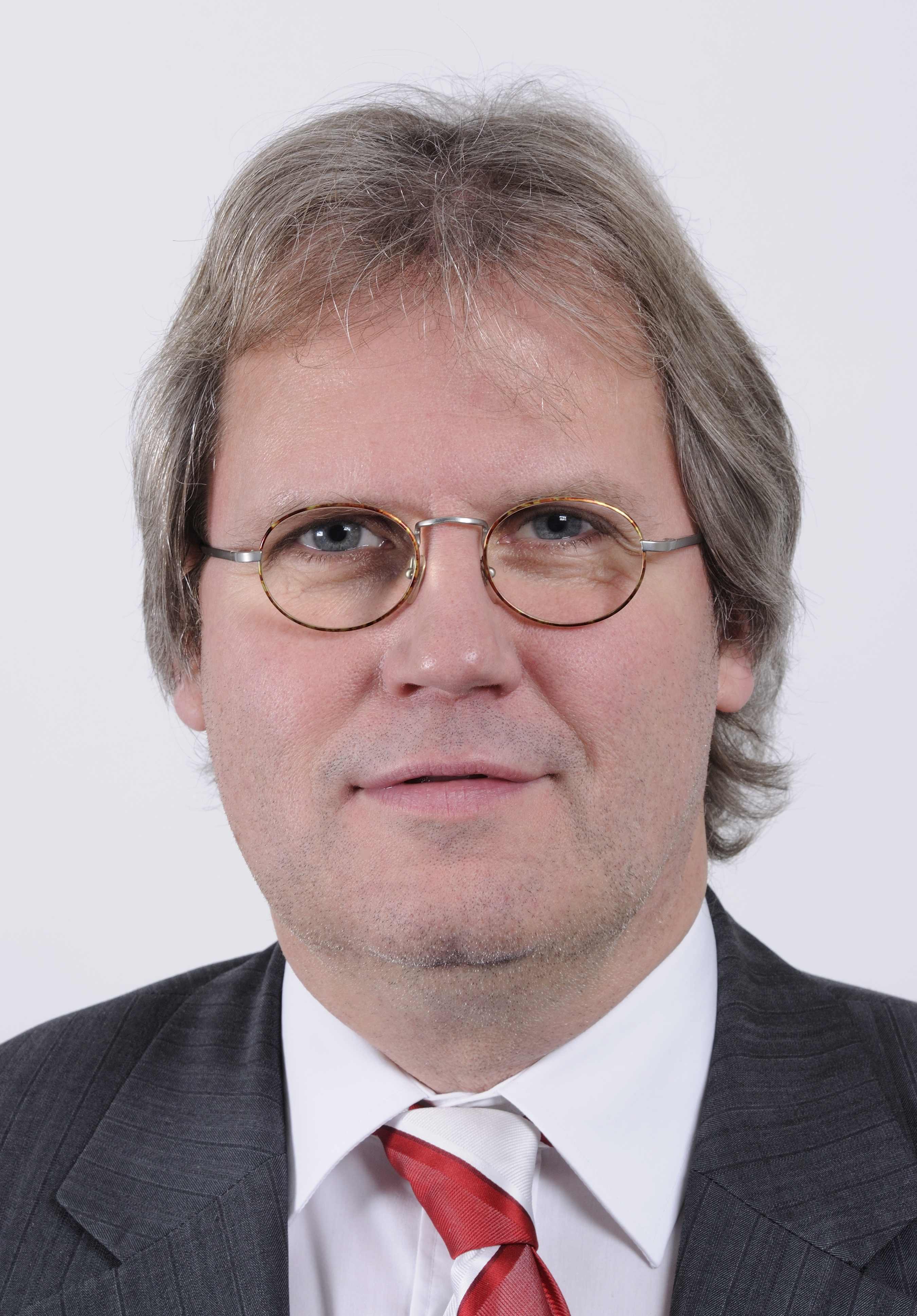
Jens Bullerjahn (1962–2022)

- Bullerjahn, Mayk (* 1963), deutscher Fußballspieler
- Bullerjahn, Rudolf (1856–1911), städtischer Musikdirektor in Göttingen
- Bullert, Vivien (* 1973), deutsche Schauspielerin
- Bullert, Walter (1895–1986), deutscher Maler, Grafiker und Bildhauer
- Bülles, Egbert (* 1946), deutscher Oberstaatsanwalt
- Bülles, Frank, deutscher DJ und Produzent
- Büllesbach, Alfred (* 1942), deutscher Jurist und Landesdatenschutzbeauftragter von Bremen
- Bullet, Gabriel (1921–2011), Schweizer Geistlicher, Theologe und Hochschullehrer, Weihbischof in Lausanne, Genf und Freiburg
- Bullet, Pierre (1639–1716), französischer Architekt
- Bulleux, Chloé (* 1991), französische Handballspielerin
- Bulley, Ted (* 1955), kanadischer Eishockeyspieler
- Bulliard, Jean Baptiste François (1752–1793), französischer Botaniker und Mediziner
- Bulliard-Marbach, Christine (* 1959), Schweizer Politikerin (Die Mitte, vormals CVP)
- Bulliet, Richard (* 1940), US-amerikanischer Islamwissenschaftler und Professor für Geschichte an der Columbia University
- Bullig, Cornelia (* 1959), deutsche Ultramarathonläuferin
- Bullimore, Tony (1939–2018), britischer Segler
- Bullin, Katharina (* 1959), deutsche Volleyballspielerin der DDR
- Bulling, Anneliese (1900–2004), deutsche Kunsthistorikerin mit dem Schwerpunkt chinesische Kunstgeschichte
- Bulling, Emmalene (1900–1959), deutsche Juristin, Politikerin der Deutschen Staatspartei und Frauenrechtsaktivistin
- Bulling, Helmut (* 1899), deutscher Jurist und Kommunalpolitiker
- Bulling, Karl (1885–1972), deutscher Bibliothekar
- Bulling, Manfred (1930–2015), deutscher Jurist und Erfinder, Präsident des Regierungspräsidiums Stuttgart
- Bulling, Matthias (* 1978), deutscher Schauspieler, Regisseur und Produzent
- Bulling, Nino Paula (* 1986), nichtbinäre Person mit Comic-Veröffentlichungen
- Bulling, Pieter (* 1993), neuseeländischer Bahnradsportler
- Bulling-Schröter, Eva (* 1956), deutsche Politikerin (Die Linke), MdB
- Bullinger, Anna (1505–1564), Ehefrau von Heinrich Bullinger
- Bullinger, Daniel (* 1985), deutscher Politiker (FDP)
- Bullinger, Ethelbert William (1837–1913), britischer anglikanischer Theologe
- Bullinger, Friedrich (* 1953), deutscher Politiker (FDP), MdL
- Bullinger, Hans-Jörg (* 1944), deutscher Arbeitswissenschaftler
- Bullinger, Heinrich (1504–1575), Schweizer Reformator und Antistes in ZürichHeinrich Bullinger (1504–1575)

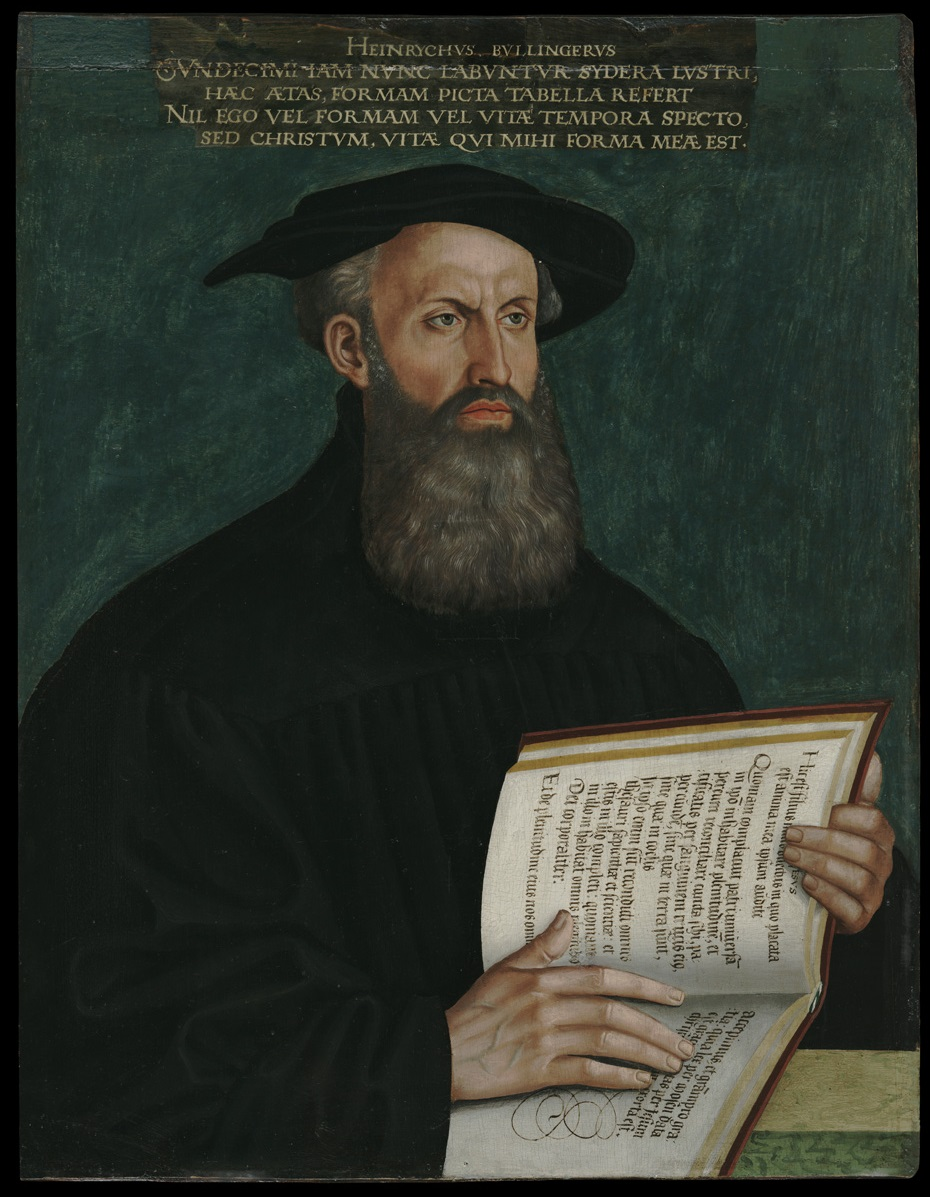
Heinrich Bullinger (1504–1575)

- Bullinger, Johann Balthasar (1713–1793), Schweizer Porträtmaler, Landschaftsmaler, Kupferstecher und Lehrer
- Bullinger, Joseph (1744–1810), deutscher Theologe
- Büllinger, Karl von (1768–1832), bayerischer Generalmajor
- Bullinger, Martin (1930–2021), deutscher Jurist, Hochschullehrer und Medienrechtler
- Bullinger, Wilhelm (1875–1944), württembergischer Ministerialbeamter
- Bullion, Anne Jacques de (1679–1745), französischer Militär
- Bullion, Charles Denis de (1651–1721), französischer Magistrat, Militär und Prévôt de Paris
- Bullion, Claude de (1569–1640), Finanzminister von Frankreich
- Bullion, Constanze von (* 1964), deutsche Journalistin
- Bullion, Gabriel Jérôme de († 1752), französischer Magistrat, Militär und Prévôt de Paris
- Bullion, Gertraud von (1891–1930), deutsche Ordensschwester der Schönstätter Marienschwestern
- Bullion, John L (* 1944), amerikanischer Historiker
- Bullion, Konrad von (1893–1976), deutscher General-Ingenieur
- Bullion, Noël de (1615–1670), französischer Adliger und Magistrat
- Bulliot, Jacques Gabriel (1817–1902), französischer Weinhändler und Amateurarchäologe
- Bullitt, Alexander Scott (1761–1816), US-amerikanischer Politiker
- Bullitt, William C. (1891–1967), US-amerikanischer Botschafter
- Bullitt, William Marshall (1873–1957), US-amerikanischer Jurist und United States Solicitor General
- Bullivant, Benjamin, englischer Arzt und Apotheker
- Bullivant, Peter, englischer Badmintonspieler
- Bullmann, Maik (* 1967), deutscher Ringer und TrainerMaik Bullmann (* 1967)

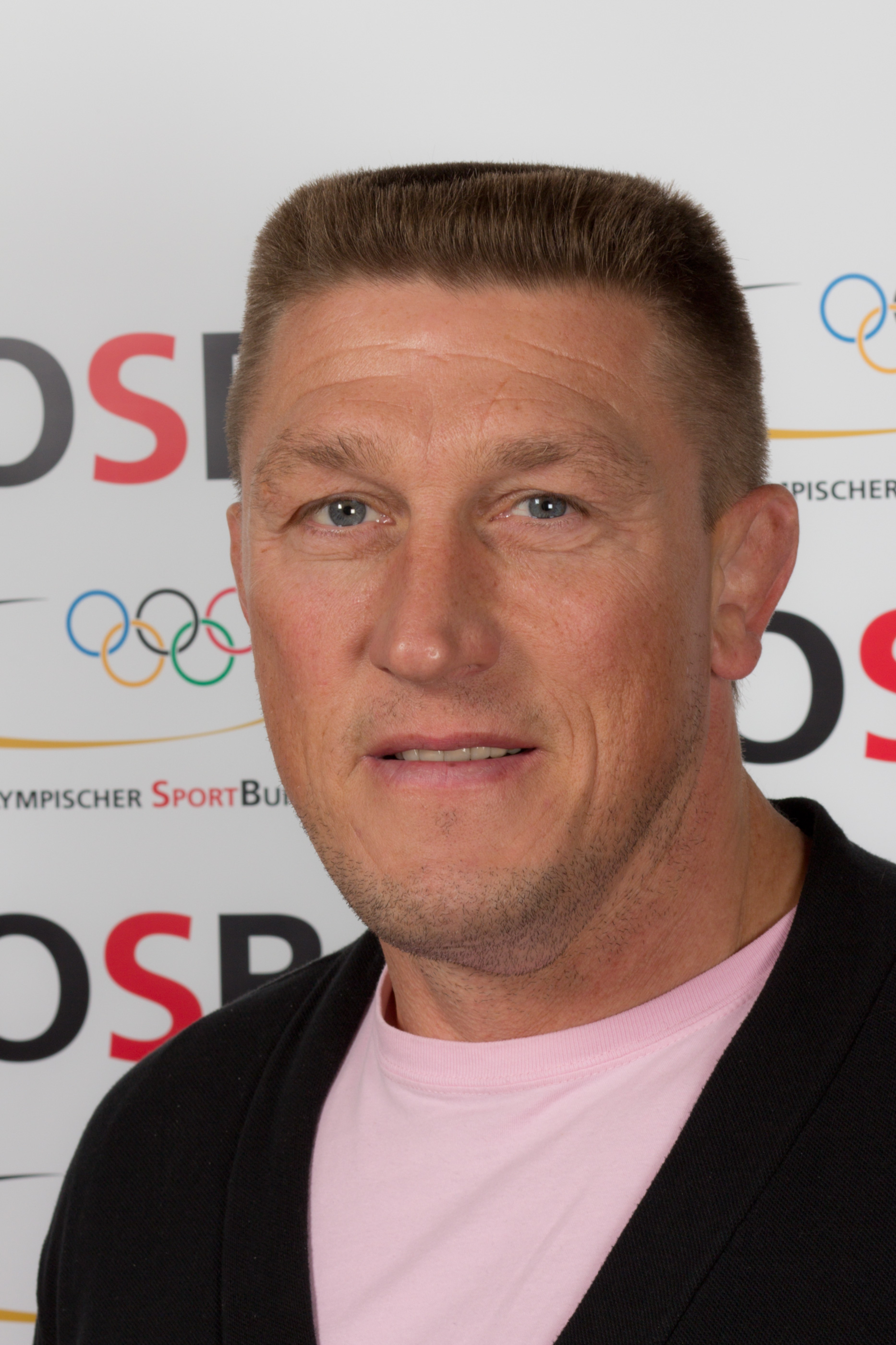
Maik Bullmann (* 1967)

- Bullmann, Udo (* 1956), deutscher Politikwissenschaftler und Politiker (SPD), MdEP
- Bullmann, Uwe (1945–2016), deutscher Maler und Grafiker
- Bullmer, Ernst (1927–2022), deutscher Segler, Unternehmer und Erfinder
- Bullo, Gianfranco, italienischer Schauspieler und Filmregisseur
- Bullo, Nicole (* 1987), Schweizer Eishockeyspielerin
- Bulloch, Angela (* 1966), kanadische Künstlerin
- Bulloch, Anthony William (1942–2014), britischer Altphilologe
- Bulloch, Archibald (1730–1777), 2. Gouverneur von Georgia
- Bulloch, Jeremy (1945–2020), britischer SchauspielerJeremy Bulloch (1945–2020)

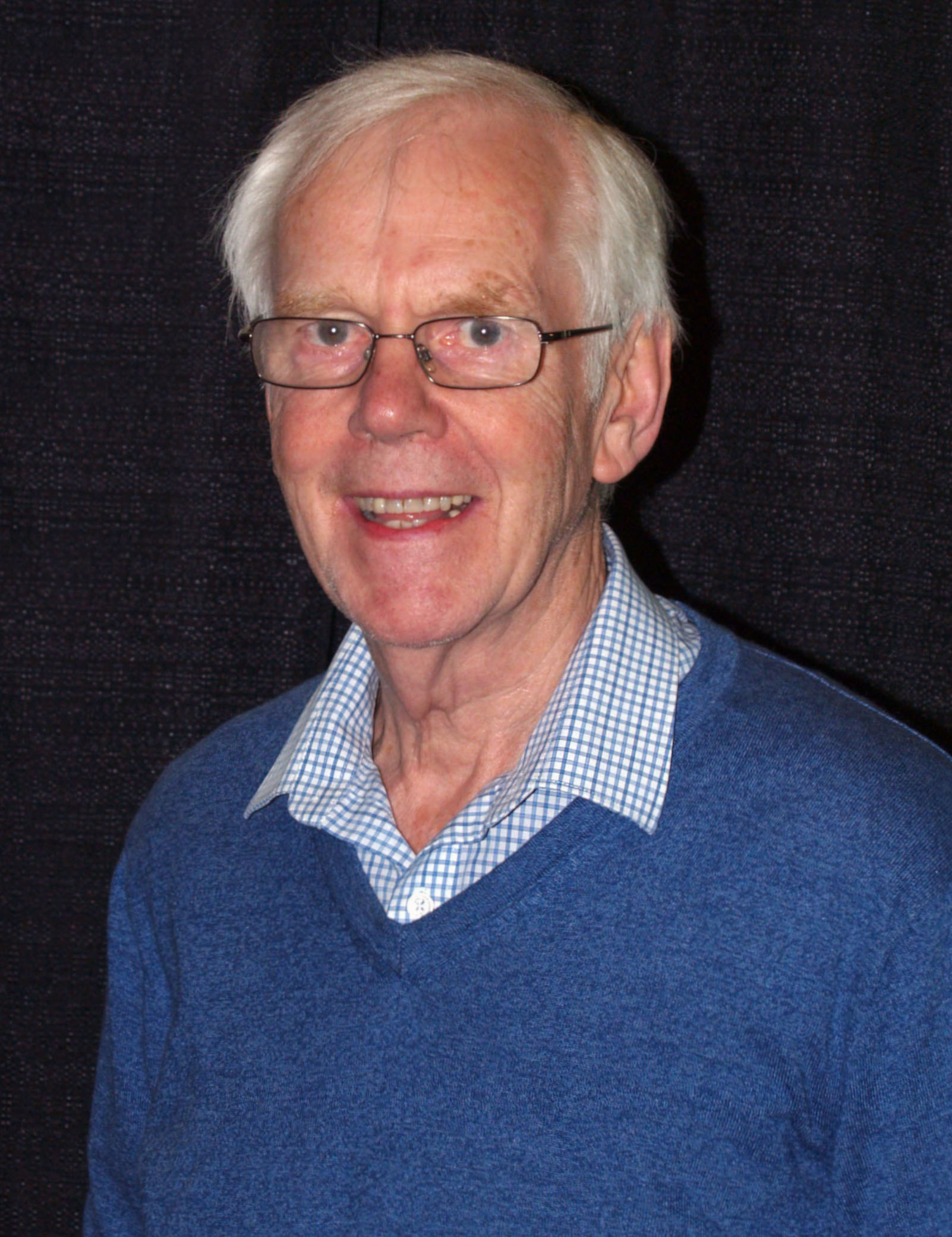
Jeremy Bulloch (1945–2020)

- Bulloch, William Bellinger (1777–1852), US-amerikanischer Politiker (Demokratisch-Republikanische Partei)
- Bullock, Alan (1914–2004), britischer Historiker
- Bullock, Alexander H. (1816–1882), US-amerikanischer Politiker
- Bullock, Arthur Allman (1906–1980), englischer Botaniker
- Bullock, Belden (* 1957), US-amerikanischer Jazzmusiker (Bass)
- Bullock, Benbow (1929–2010), US-amerikanischer Bildhauer
- Bullock, Bert (* 1955), kanadischer Skilangläufer
- Bullock, Bob (1929–1999), US-amerikanischer Politiker
- Bullock, Calen (* 2003), US-amerikanischer American-Football-Spieler
- Bullock, Carrie E. (1887–1962), US-amerikanische Krankenschwester und Präsidentin der NACGN
- Bullock, Chick (1908–1981), US-amerikanischer Jazz-Sänger
- Bullock, Frank (1885–1946), australischer Jockey im Galoppsport
- Bullock, George (1851–1926), britischer Offizier, Gouverneur von Bermuda
- Bullock, George (1916–1943), englischer Fußballspieler
- Bullock, Henry († 1526), englischer Renaissance-Humanist und katholischer Priester
- Bullock, Hiram (1955–2008), US-amerikanischer Jazz-GitarristHiram Bullock (1955–2008)

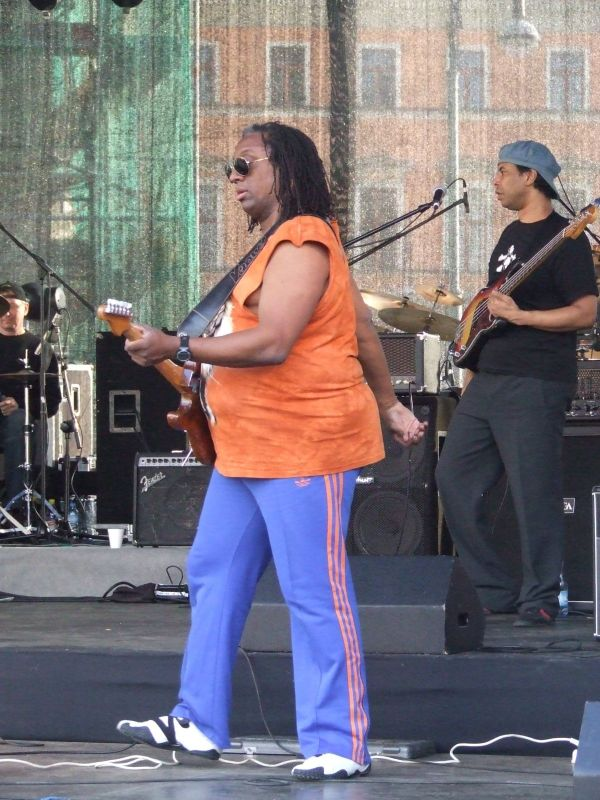
Hiram Bullock (1955–2008)

- Bullock, J. Russell (1815–1899), US-amerikanischer Jurist und Politiker
- Bullock, Jim J. (* 1955), US-amerikanischer Schauspieler
- Bullock, John (1869–1894), walisischer Fußballspieler
- Bullock, Louis (* 1976), US-amerikanischer Basketballspieler
- Bullock, Margaret (1845–1903), neuseeländische Feministin, Suffragette, Autorin, Journalistin und Sozialreformerin
- Bullock, Mariah (* 1991), US-amerikanische Fußballspielerin
- Bullock, Martha Eccles (1851–1939), US-amerikanische Ehefrau des Westernhelden Seth Bullock
- Bullock, Matthew (* 1980), englischer Fußballspieler
- Bullock, Nathaniel (1779–1867), US-amerikanischer Politiker
- Bullock, Reggie (* 1991), US-amerikanischer Basketballspieler
- Bullock, Rick (* 1954), US-amerikanischer Basketballspieler
- Bullock, Robert (1828–1905), Jurist, Politiker und General der Konföderierten Staaten im Amerikanischen Bürgerkrieg
- Bullock, Rufus (1834–1907), US-amerikanischer Politiker und Gouverneur von Georgia (1868–1871)
- Bullock, S. Scott (* 1956), US-amerikanischer Synchronsprecher
- Bullock, Sam (1913–1978), englischer Fußballspieler
- Bullock, Sandra (* 1964), US-amerikanisch-deutsche SchauspielerinSandra Bullock (* 1964)

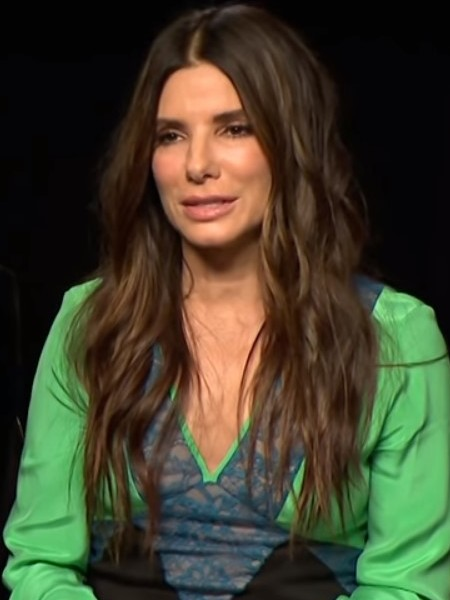
Sandra Bullock (* 1964)

- Bullock, Scott (* 1963), US-amerikanischer Geistlicher, römisch-katholischer Bischof von Rapid City
- Bullock, Scotty (* 1969), deutscher Rock-’n’-Roll-Musiker
- Bullock, Seth (1849–1919), US-amerikanischer Westernheld
- Bullock, Stephen (1735–1816), US-amerikanischer Politiker
- Bullock, Steve (* 1966), US-amerikanischer Politiker
- Bullock, Susan (* 1958), britische Opernsängerin (Sopran)
- Bullock, Theren (* 1960), US-amerikanischer Basketballtrainer und -spieler
- Bullock, Walter (1907–1953), US-amerikanischer Komponist, Songwriter und Drehbuchautor
- Bullock, William, schottischer Geistlicher, Minister und Militär
- Bullock, William (1773–1849), englischer Naturwissenschaftler
- Bullock, William (1813–1867), amerikanischer Erfinder
- Bullock, William Henry (1927–2011), US-amerikanischer Geistlicher, römisch-katholischer Bischof
- Bullock, Wingfield († 1821), US-amerikanischer Politiker
- Bullock, Wynn (1902–1975), US-amerikanischer Fotograf
- Bullough, Vern Leroy (1928–2006), US-amerikanischer Historiker und Sexologe
- Bullrich, Adolfo (1833–1904), argentinischer Unternehmer, Bürgermeister von Buenos Aires
- Bullrich, August Wilhelm (1802–1859), deutscher Apotheker
- Bullrich, Francisco (1929–2011), argentinischer Diplomat und Architekt
- Bullrich, Patricia (* 1956), argentinische Politikerin (Juntos por el Cambio)Patricia Bullrich (* 1956)

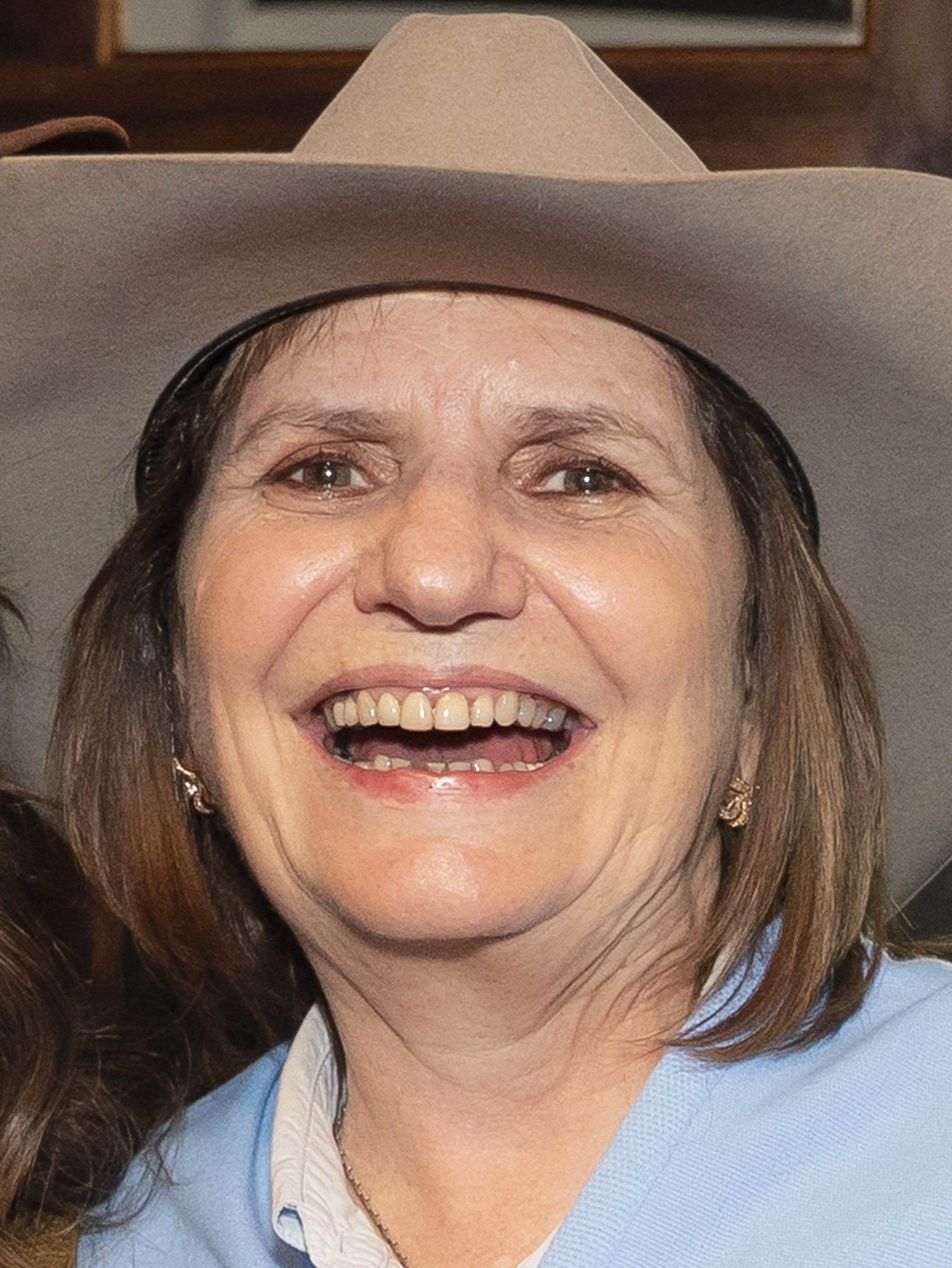
Patricia Bullrich (* 1956)

- Bullrich, Silvina (1915–1990), argentinische Schriftstellerin
- Bulluck, Janice, amerikanische Soulsängerin
- Bullus, Tom (1907–1998), englischer Motorradrennfahrer
- Bullussa-rabi, altmesopotamische Verfasserin religiöser Hymnen
- Büllwatsch, Heinrich (* 1935), österreichischer Fußballnationalspieler
- Bullwinkel, Rita (* 1988), US-amerikanische Schriftstellerin

### Bulm
- Bulmaga, Irina (* 1993), moldauisch-rumänische Schachgroßmeisterin
- Bulmahn, Edelgard (* 1951), deutsche Politikerin (SPD), MdB
- Bulmahn, Luna (* 1999), deutsche LeichtathletinLuna Bulmahn (* 1999)

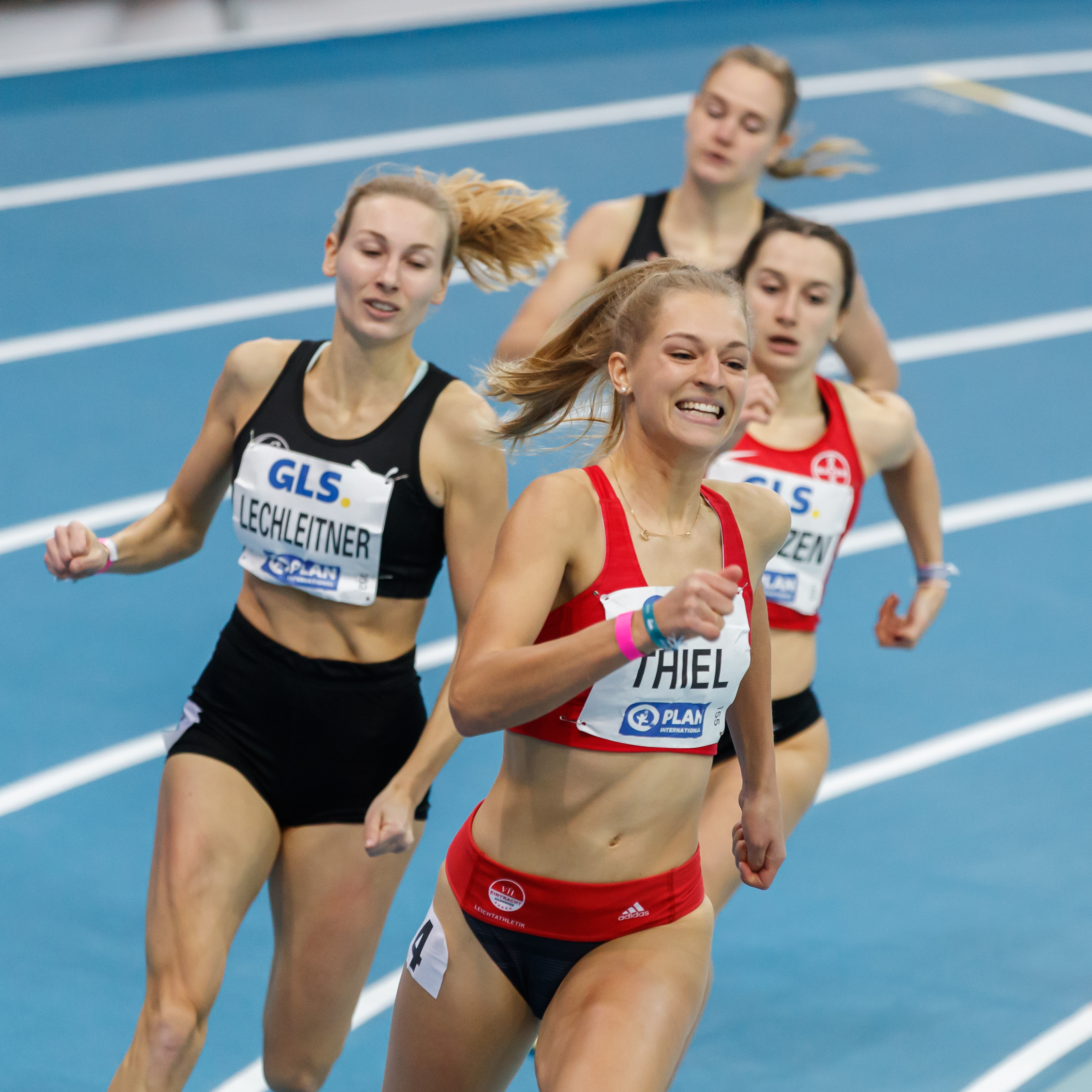
Luna Bulmahn (* 1999)

- Bulman, Oliver (1902–1974), britischer Paläontologe
- Bulmann, Dagmar (* 1955), deutsche Autorin von historischen Romanen
- Bulmer, Brett (* 1992), kanadischer Eishockeyspieler
- Bulmer, Kenneth (1921–2005), britischer Science-Fiction-Schriftsteller
- Bulmer, Martin (* 1943), britischer Soziologe
- Bulmer, Percy (1867–1919), britischer Unternehmer
- Bulmer, Simon (* 1954), britischer Politikwissenschaftler und Hochschullehrer
- Bulmer-Thomas, Ivor (1905–1993), britischer Journalist, Mathematikhistoriker und Politiker
- Bulmerincq, Alexander Georg von (1909–1945), deutsch-baltischer Orientalist und Dolmetscher
- Bulmerincq, Alexander von (1868–1938), deutsch-baltischer Theologe und Orientalist
- Bulmerincq, August von (1822–1890), Jurist und Völkerrechtsexperte
- Bulmerincq, Michael von (1805–1893), russischer Arzt und Forstwirt, deutsch-baltischer Herkunft

### Buln
- Bulnes Prieto, Manuel (1799–1866), chilenischer Politiker und General
- Bulnes, Felipe (* 1969), chilenischer Politiker und Diplomat

### Bulo
- Bulos, antiker griechisch-römischer Bildhauer
- Bulot, Frédéric (* 1990), französisch-gabunischer Fußballspieler
- Bulota, Kęstutis (* 1896), litauischer Sportler
- Bulotaitė, Laima (* 1955), litauische Psychologin und Hochschullehrerin
- Buloushi, Abdulaziz al- (* 1962), kuwaitischer Fußballspieler
- Bulova, Ernst (1902–2001), deutschamerikanischer Pädagoge
- Bulovas, Virgilijus Vladislovas (1939–2024), litauischer Elektroingenieur, Politiker, Mitglied des Seimas, Diplomat
- Bulović, Irinej (* 1947), serbischer Geistlicher, Bischof der serbisch-orthodoxen Eparchie Bačka und Hochschullehrer
- Bülow von Dennewitz, Friedrich Wilhelm (1755–1816), preußischer Offizier, zuletzt General der InfanterieFriedrich Wilhelm Bülow von Dennewitz (1755–1816)

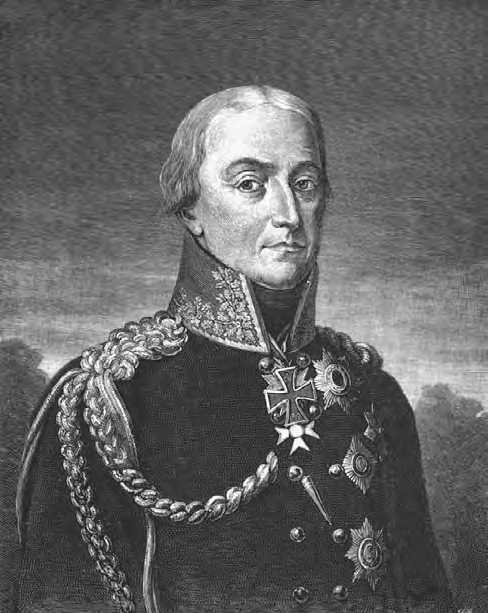
Friedrich Wilhelm Bülow von Dennewitz (1755–1816)

- Bülow, Adam Heinrich Dietrich von (1757–1807), deutscher Militärschriftsteller und Publizist
- Bülow, Adolf Gottlieb von (1795–1841), deutscher Offizier, Gutsbesitzer und Lauenburgischer Erblandmarschall
- Bülow, Adolf von (1787–1816), deutscher Verwaltungsjurist in dänischen Diensten und Amtmann im Amt Cismar
- Bülow, Adolf von (1837–1907), preußischer General der Kavallerie
- Bülow, Adolf von (1844–1919), preußischer Offizier, zuletzt Generalleutnant
- Bülow, Adolf von (1850–1897), preußischer Generalmajor
- Bülow, Albert (1883–1961), deutscher Politiker (SPD), MdR
- Bülow, Albert von (1829–1892), preußischer Generalmajor
- Bülow, Alexander von (1829–1901), deutscher Ministerpräsident
- Bülow, Alexander von (1883–1973), deutscher Schriftsteller
- Bülow, Alfred von (1851–1916), deutscher Diplomat
- Bülow, Andreas von (* 1937), deutscher Politiker (SPD), MdBAndreas von Bülow (* 1937)

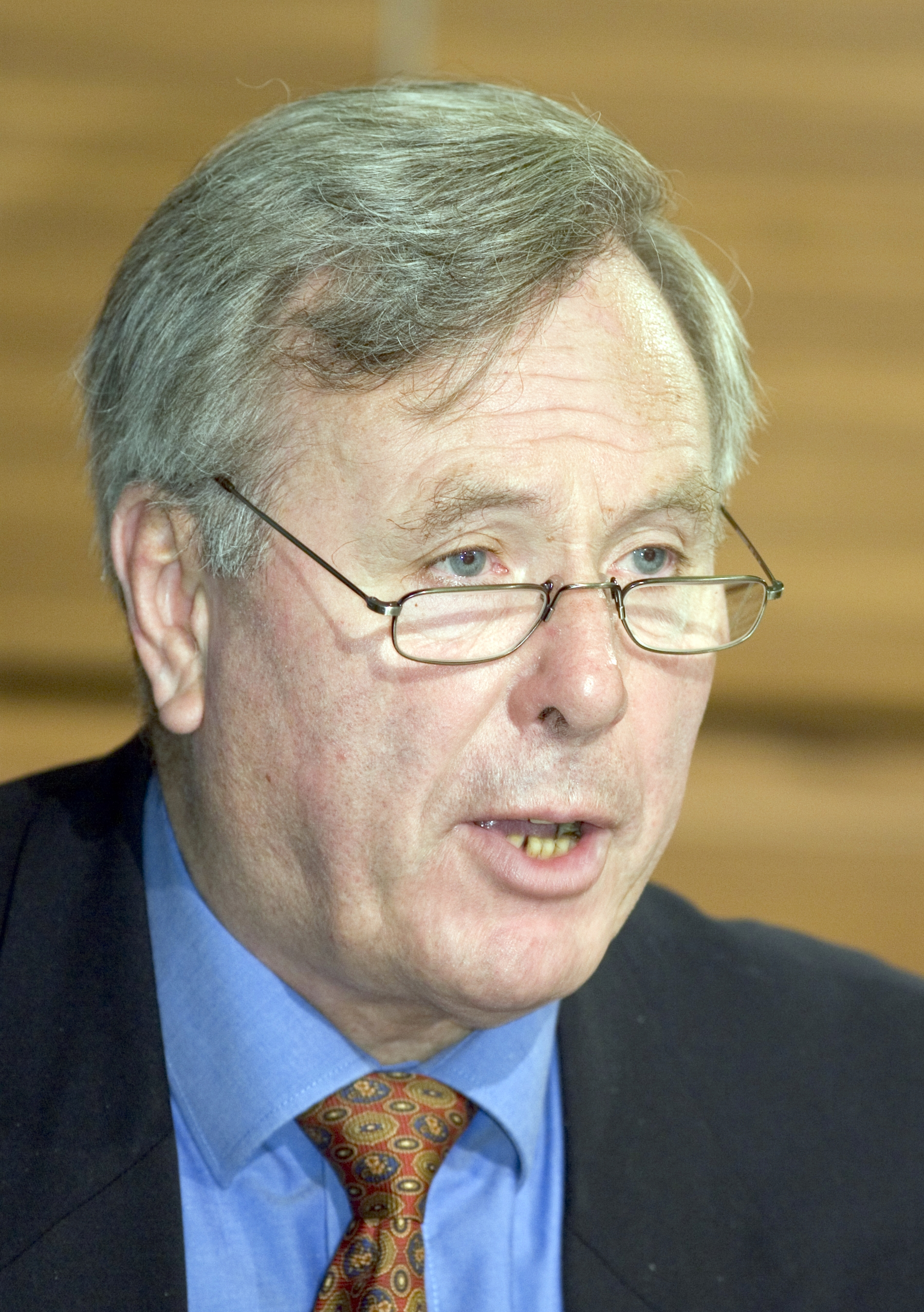
Andreas von Bülow (* 1937)

- Bülow, Arthur (1901–1988), deutscher Ministerialbeamter und Rechtswissenschaftler
- Bülow, August Christian von (1728–1760), preußischer Major, Generaladjutant des Herzogs Ferdinand von Braunschweig, Kommandeur des Legion Britannique
- Bülow, Axel Graf (* 1952), deutscher Lobbyist und Politiker (FDP)
- Bülow, Babette von (1850–1927), deutsche Schriftstellerin
- Bülow, Barthold Hartwig von (1611–1667), schwedischer General
- Bülow, Bernhard Ernst von (1815–1879), dänischer und deutscher Staatsmann
- Bülow, Bernhard Friedrich Ferdinand Carl von (1820–1864), mecklenburgischer Diplomat, Gesandter beim Bundestag des Deutschen Bundes
- Bülow, Bernhard Joachim von (1747–1826), mecklenburgischer Diplomat und Oberhofmarschall
- Bülow, Bernhard von (1849–1929), deutscher Politiker und Staatsmann
- Bülow, Bernhard Wilhelm von (1885–1936), deutscher Diplomat
- Bülow, Bodo von (1834–1904), deutscher Jurist, Staatsrat und Vorsitzender des Finanzministeriums
- Bülow, Cai von (1851–1910), preußischer Landrat und Gutsbesitzer
- Bülow, Carl von (1778–1851), preußischer Offizier und Landrat
- Bülow, Carl von (1857–1933), deutscher Zoologe und Chemiker
- Bülow, Carl-August von (1876–1946), deutscher Verwaltungsjurist
- Bülow, Christian von (1917–2002), dänischer Segler
- Bülow, Christina von (* 1962), dänische Jazzmusikerin (Altsaxophon, Flöte, Komposition)
- Bülow, Christoph Karl von (1716–1788), preußischer General der Kavallerie, Träger des Schwarzen Adlerordens
- Bülow, Clara (1822–1914), deutsche Schriftstellerin
- Bülow, Claus von (1926–2019), britischer freigesprochener MordverdächtigerClaus von Bülow (1926–2019)

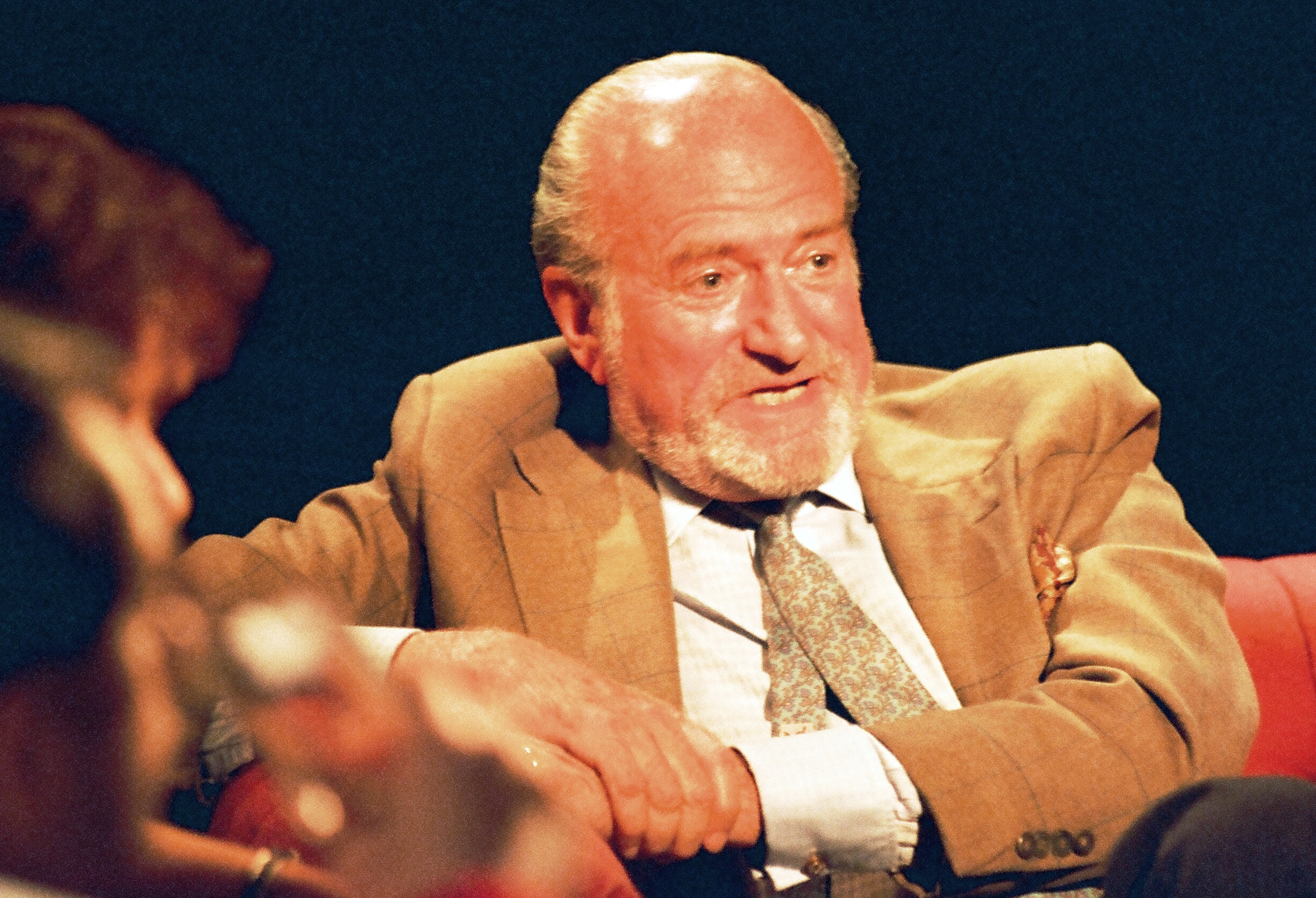
Claus von Bülow (1926–2019)

- Bülow, Cuno Josua von (1658–1733), kurbraunschweigischer General-Feldmarschall
- Bülow, Curt von (1843–1919), deutscher Rittergutsbesitzer und Politiker
- Bülow, Daniel Gottlieb von (1718–1757), preußischer Oberst und Kommandeur
- Bülow, Daniela von (1860–1940), Tochter von Cosima Wagner
- Bülow, Detlev Heinrich von (1782–1855), schleswig-holsteinischer Gutsbesitzer und Verwaltungsjurist in dänischen Diensten
- Bülow, Detlev von (1793–1882), deutscher Forstbeamter und Gutsbesitzer
- Bülow, Detlev von (1829–1886), deutscher Gutsbesitzer und Hofbeamter
- Bülow, Detlev von (1854–1926), preußischer Oberpräsident der Provinz Schleswig-Holstein
- Bülow, Dietrich von (1460–1523), Bischof des Bistums Lebus-Fürstenwalde
- Bülow, Edeltraud (* 1937), deutsche Linguistin
- Bülow, Emil von (1817–1903), deutscher römisch-katholischer Geistlicher und Provinzial der Jesuiten
- Bülow, Engelke von (1691–1740), dänischer Hofbeamter und Amtmann
- Bülow, Ernst von (1842–1901), preußischer Generalleutnant
- Bülow, Frank (* 1967), deutscher Popmusiker, Singer und Songwriter
- Bülow, Franz Joseph von (1861–1915), deutscher Autor und Oberleutnant
- Bülow, Frederik Rudbek Henrik von (1791–1858), dänischer General
- Bülow, Frida von (1822–1894), Jugendliebe des niederdeutschen Dichters Fritz Reuter
- Bülow, Frieda von (1857–1909), deutsche SchriftstellerinFrieda von Bülow (1857–1909)

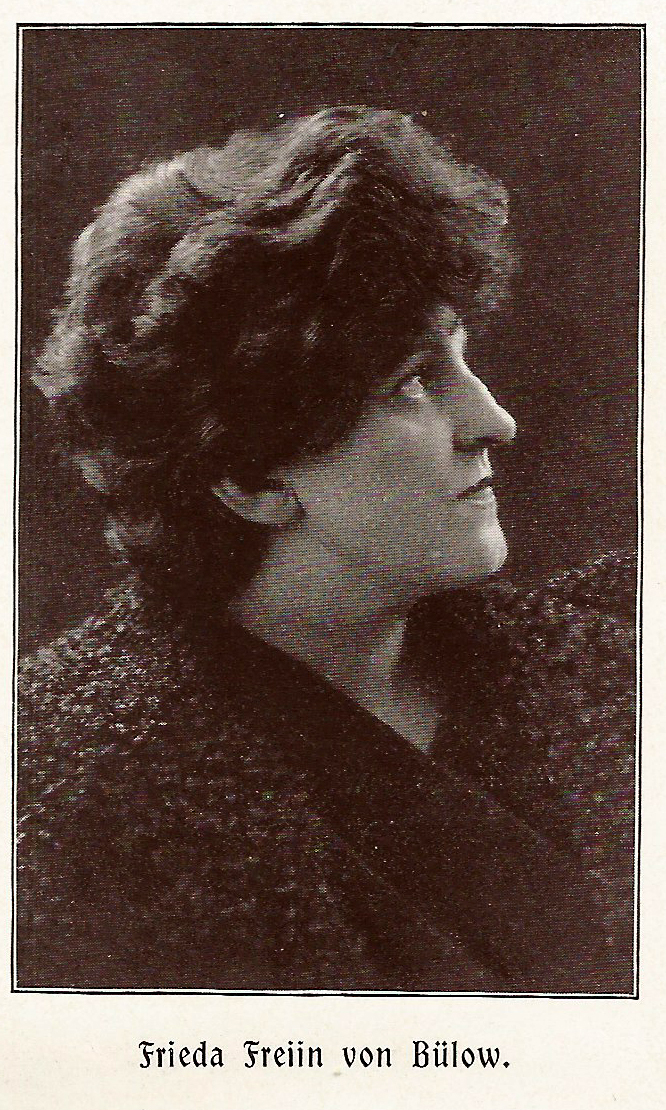
Frieda von Bülow (1857–1909)

- Bülow, Friedrich (1890–1962), deutscher Nationalökonom und Soziologe
- Bülow, Friedrich Ernst von (1736–1802), deutscher Offizier, Gutsbesitzer und Landschaftsdirektor
- Bülow, Friedrich Franz von (1788–1848), deutscher Gutsbesitzer und Vize-Landmarschall des Herzogtums Lauenburg
- Bülow, Friedrich Gotthard von (1688–1768), kursächsischer Diplomat, Besitzer von Schoden
- Bülow, Friedrich Gottlieb von (1831–1898), deutscher Rittergutsbesitzer und Politiker
- Bülow, Friedrich Gustav von (1817–1893), deutscher Gutsbesitzer und Erbauer der Sternwarte Bothkamp
- Bülow, Friedrich von (1698–1738), preußischer Kriegsminister
- Bülow, Friedrich von (1711–1776), k.k. Feldzeugmeister, Kommandierender General (Österreichisch-Niederlande)
- Bülow, Friedrich von (1762–1827), preußischer Verwaltungsjurist
- Bülow, Friedrich von (1774–1865), preußischer Oberst, Kommandant der Festung Cosel
- Bülow, Friedrich von (1868–1936), deutscher Verwaltungsjurist
- Bülow, Friedrich von (1870–1929), deutscher Konteradmiral
- Bülow, Friedrich von (1889–1984), deutscher Abteilungsdirektor bei Krupp
- Bülow, Friedrich von (1913–2012), deutscher Schauspieler, Hörspiel- und Synchronsprecher
- Bülow, Fritz von (1933–1993), dänischer Jazzgitarrist
- Bülow, Gabriele von (1802–1887), Tochter Wilhelm von Humboldts und Gemahlin von Heinrich von BülowGabriele von Bülow (1802–1887)

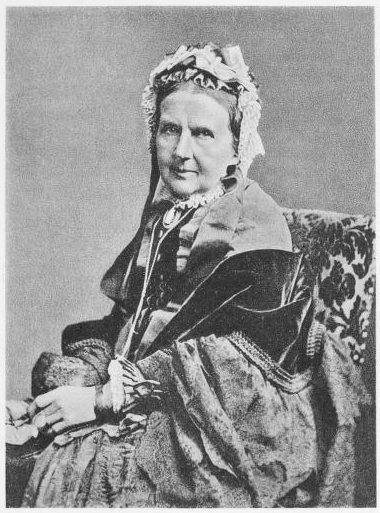
Gabriele von Bülow (1802–1887)

- Bülow, Georg Bernhard von (1768–1854), preußischer Förster, Rittergutsbesitzer und Politiker
- Bülow, Georg Freiherr von (1872–1954), deutscher Fregattenkapitän der Kaiserlichen Marine und Gründer der Marine-Offizier-Vereinigung
- Bülow, Georg Ludwig von (1751–1822), deutscher Offizier, Gutsbesitzer und Lauenburgischer Erblandmarschall
- Bülow, Georg von (1853–1936), preußischer Offizier, zuletzt Generalmajor
- Bülow, Georg-Ulrich von (1911–2000), deutscher Musikprofessor
- Bülow, Gerda von (* 1945), deutsche Archäologin
- Bülow, Gottfried Philipp von (1770–1850), deutscher Staatsmann
- Bülow, Gottfried von (1831–1907), deutscher Archivar und Historiker
- Bülow, Hans Adolf Karl von (1807–1869), deutscher Staatsminister
- Bülow, Hans Adolf von (1857–1915), deutscher Diplomat
- Bülow, Hans Caspar von (1757–1818), deutscher Offizier, Domherr und Gutsbesitzer
- Bülow, Hans von (1774–1825), deutscher Staatsmann
- Bülow, Hans von (1816–1897), preußischer General der Artillerie
- Bülow, Hans von (1830–1894), deutscher Komponist, Pianist, Dirigent und KapellmeisterHans von Bülow (1830–1894)

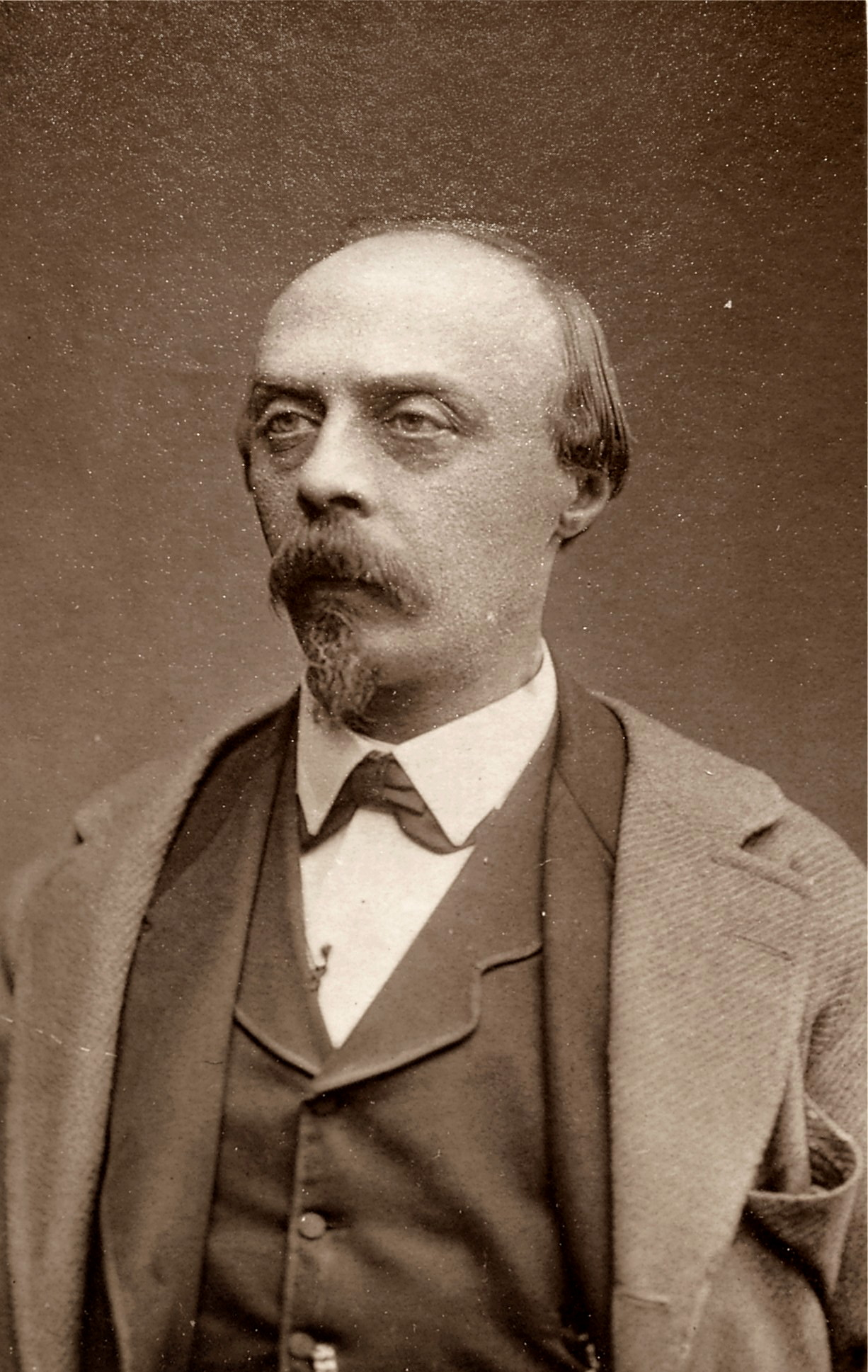
Hans von Bülow (1830–1894)

- Bülow, Hans von (1836–1896), sächsischer Generalmajor
- Bülow, Hartwig von (1568–1639), deutscher Gutsherr und Domdechant des Hochstifts Ratzeburg
- Bülow, Hartwig von (1871–1939), deutscher Generalmajor
- Bülow, Hedwig von, deutsche Übersetzerin
- Bülow, Heinrich August Wilhelm von (1782–1839), deutscher Oberforstmeister
- Bülow, Heinrich von (1792–1846), preußischer Staatsmann
- Bülow, Helene von (1816–1890), deutsche Stifterin und erste Oberin des Diakonissen-Mutterhauses Stift Bethlehem in Ludwigslust
- Bülow, Hermann von (1842–1906), deutscher Reichsgerichtsrat
- Bülow, Hilmer Freiherr von (1883–1966), deutscher Generalleutnant im Zweiten Weltkrieg sowie Militärschriftsteller
- Bülow, Jakob von (1626–1681), Kurbrandenburger Obrist und dänischer Generalmajor
- Bülow, Jan (* 1996), deutscher Schauspieler
- Bülow, Jaspar Friedrich von (1794–1871), deutscher Hofbeamter und Oberhofmarschall von Mecklenburg-Schwerin
- Bülow, Jaspar von (1836–1878), deutscher Verwaltungsjurist und Hofmarschall von Mecklenburg-Strelitz
- Bülow, Jobst Heinrich von († 1762), Klosterhauptmann von Dobbertin
- Bülow, Johann Albrecht von (1708–1776), preußischer General der Infanterie unter Friedrich dem Großen
- Bülow, Johann von (* 1972), deutscher SchauspielerJohann von Bülow (* 1972)

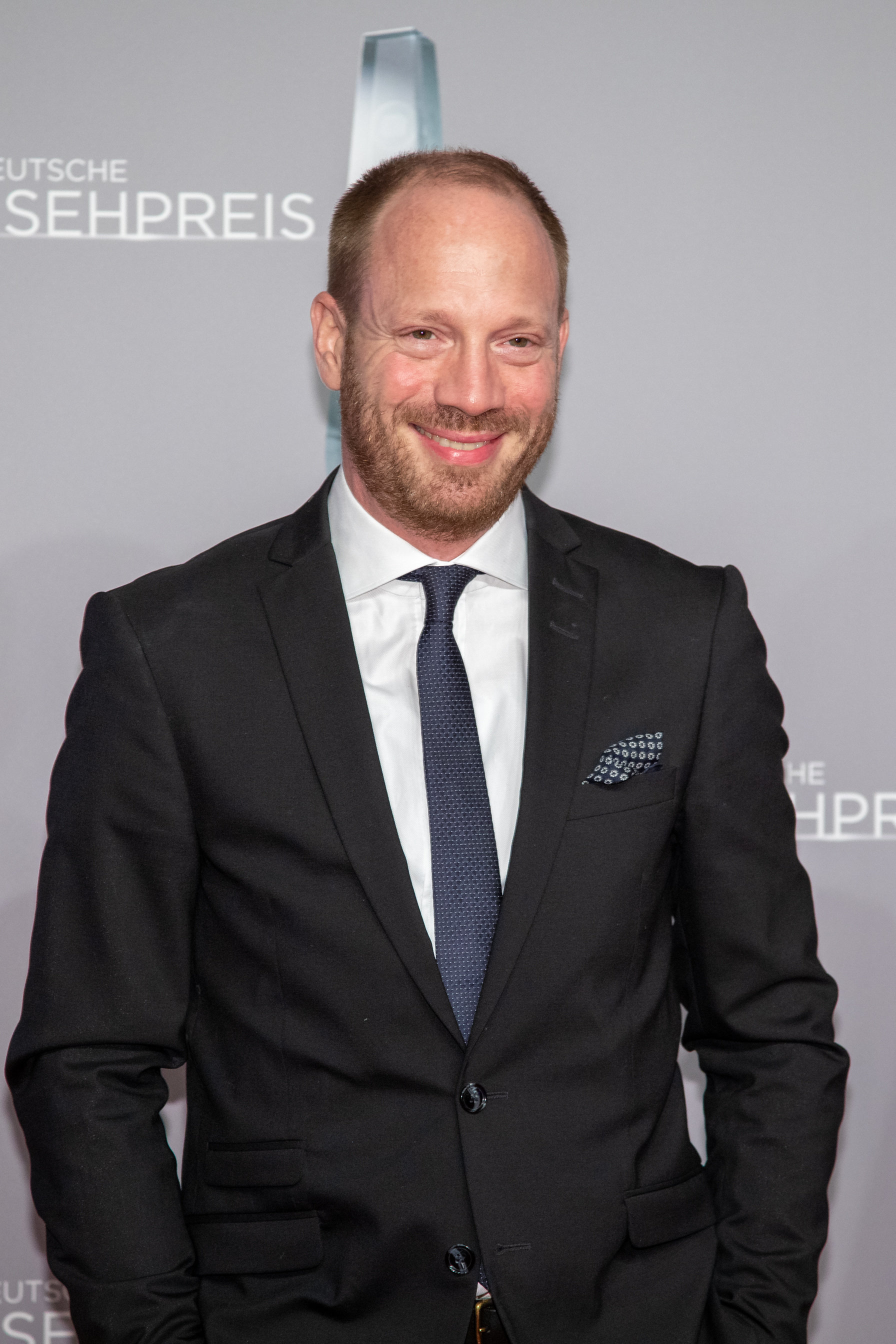
Johann von Bülow (* 1972)

- Bülow, Jürgen von (* 1956), deutscher Jugendbuchautor
- Bülow, Kai (* 1986), deutscher Fußballspieler
- Bülow, Karl Eduard von (1803–1853), deutscher Novellendichter
- Bülow, Karl von (1834–1910), Senatspräsident beim Reichsgericht
- Bülow, Karl von (1846–1921), preußischer Generalfeldmarschall im Ersten Weltkrieg
- Bülow, Karl-Ulrich von (1862–1914), preußischer Generalmajor und Führer der 9. Kavallerie-Division im Ersten Weltkrieg
- Bülow, Kurd von (1899–1971), deutscher Geologe
- Bülow, Lars (* 1984), deutscher Germanist
- Bülow, Leonhard (1817–1890), deutsch-baltisch-russischer Porträt-, Genre- und Historienmaler der Düsseldorfer Schule
- Bülow, Ludolf von († 1339), Bischof von Schwerin
- Bülow, Ludwig Wilhelm von (1699–1785), dänischer Amtmann
- Bülow, Manfred (* 1952), deutscher Handballschiedsrichter
- Bülow, Marco (* 1971), deutscher Politiker (Die PARTEI, bis 2018 SPD), MdB, Autor und JournalistMarco Bülow (* 1971)

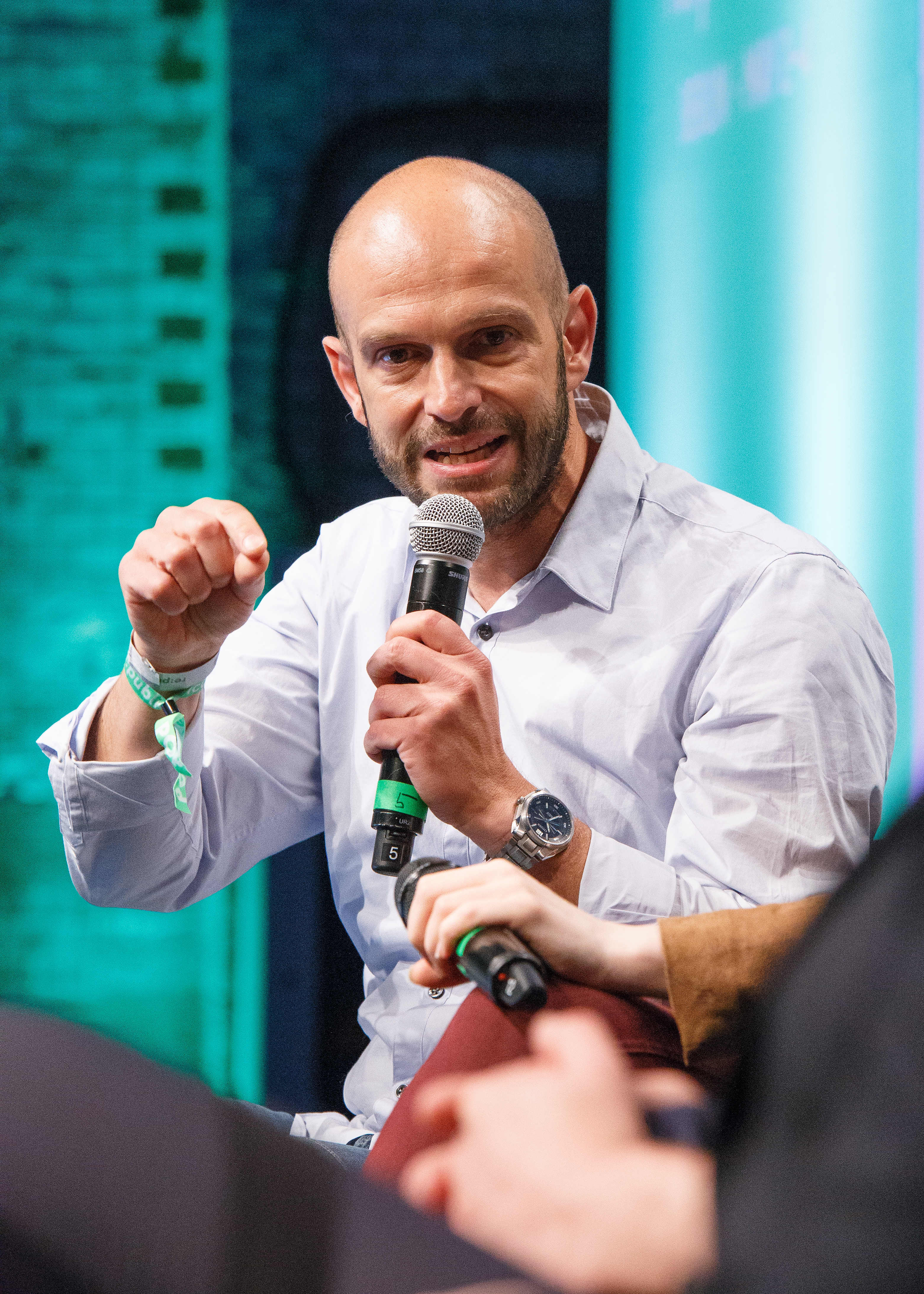
Marco Bülow (* 1971)

- Bülow, Margarethe von (1860–1884), deutsche Autorin
- Bülow, Marie von (1857–1941), österreichisch-deutsche Schauspielerin
- Bülow, Marie von (1874–1947), deutsche Schauspielerin
- Bülow, Matthias von († 1744), braunschweigischer Oberst und Regimentschef
- Bülow, Morten (* 1999), dänischer Basketballspieler
- Bulow, Nicolaus, deutscher Arzt und Übersetzer
- Bülow, Oskar von (1837–1907), deutscher Rechtswissenschaftler
- Bülow, Otto Diedrich von (1655–1732), Landkomtur des Deutschen Ordens in Sachsen
- Bülow, Otto von (1827–1901), deutscher Diplomat
- Bülow, Otto von (1874–1930), deutscher Kapitän zur See im Ersten Weltkrieg
- Bülow, Otto von (1911–2006), deutscher Marineoffizier, U-Boot-Kommandant im Zweiten Weltkrieg
- Bülow, Paul (1842–1889), deutscher Porträtmaler sowie Illustrator
- Bülow, Paula von (1833–1920), deutsche Dichterin, Malerin und Oberhofmeisterin
- Bülow, Peter (1941–2024), deutscher Rechtswissenschaftler
- Bülow, Reimar Hans von († 1712), deutscher Offizier in dänischen Diensten, zuletzt Generalmajor
- Bülow, Rudolf von (1873–1955), deutscher Diplomat
- Bülow, Sunny von (1932–2008), US-amerikanische Erbin
- Bülow, Tim (* 1998), deutscher Schauspieler
- Bülow, Vincent (* 1995), deutscher Handballspieler
- Bülow, Vollrath von (1771–1840), mecklenburg-schwerinscher Kammerherr, Oberstallmeister und Leiter des Landgestüts Redefin
- Bülow, Werner (1918–2010), deutscher Jurist, Schriftsteller und Heimatforscher
- Bülow, Werner von (1898–1943), deutscher Generalmajor der Wehrmacht
- Bülow, Wilhelm († 1864), deutscher Maler, Zeichner und Lithograf
- Bülow, Wilhelm Dietrich von (1664–1737), preußischer Oberhofmeister und Staatsminister
- Bülow, Wilhelm von (1850–1929), Mitglied des preußischen Abgeordnetenhauses und der Deutschen Kolonialgesellschaft
- Bulow, William J. (1869–1960), US-amerikanischer Politiker
- Bülow, Woldemar von (1830–1869), preußischer Landrat des Kreises Ruppin
- Bülow-Bothkamp, Harry von (1897–1976), deutscher Fliegerkommandant
- Bülow-Bothkamp, Walter von (1894–1918), deutscher Jagdflieger im Ersten Weltkrieg
- Bülow-Cummerow, Ernst von (1775–1851), Gutsbesitzer, Publizist und Politiker
- Bülow-Hübe, Vivianna Torun (1927–2004), schwedische Designerin
- Bülow-Schramm, Margret (* 1944), deutsche Soziologin
- Bülow-Schwante, Vicco von (1891–1970), deutscher Diplomat
- Bülowius, Alfred (1892–1968), deutscher General der Flieger im Zweiten WeltkriegAlfred Bülowius (1892–1968)

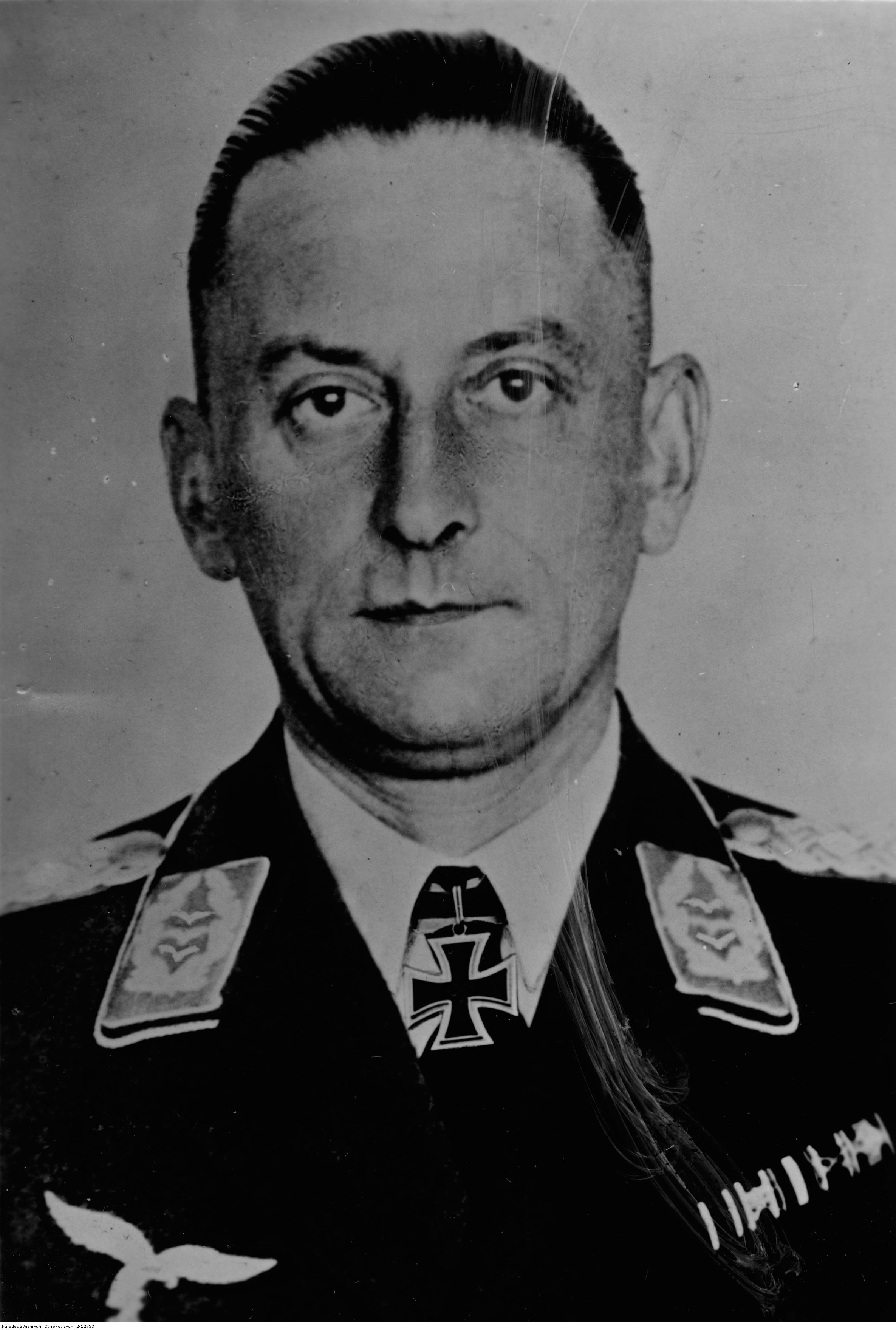
Alfred Bülowius (1892–1968)

- Bülowius, Karl (1890–1945), deutscher Offizier, zuletzt Generalleutnant im Zweiten Weltkrieg
- Buloze, Nicole (1942–1991), Schweizer Opernsängerin (Mezzosopran), Tänzerin und Choreografin

### Buls
- Buls, Hannelore, deutsche Gewerkschafterin
- Buls, Karel (1837–1914), belgischer Politiker
- Bulski, Krzysztof (1987–2020), polnischer Schachspieler
- Bulß, Paul (1847–1902), deutscher Opernsänger (Bariton)
- Bulst, Neithard (* 1941), deutscher Historiker
- Bulst, Walther (1899–1986), deutscher mittellateinischer Philologe
- Bulst, Werner (1913–1995), deutscher Jesuit und Theologe
- Bulst-Thiele, Marie Luise (1906–1992), deutsche Historikerin und Philologin
- Bulster, Wilhelm (1803–1875), deutscher Verwaltungsbeamter und Richter

### Bult
- Bült, Ludger (1957–2021), deutscher Bibliothekar und Hörfunkjournalist
- Bult, Marga (* 1956), niederländische Sängerin
- Bult, Mark (* 1982), niederländischer Handballspieler
- Bultan, Fuat (1933–2013), türkisch-deutscher Hörfunkmoderator
- Bülte, Jens (* 1976), deutscher Jurist und Hochschullehrer
- Bülte, Otto (1886–1962), deutscher Fußballspieler
- Bulteau, Christelle (* 1963), französische Sprinterin
- Bulteel, Émile (1906–1978), französischer Wasserballspieler
- Bültemann, August (1877–1943), deutscher Ingenieur
- Bültemann, Hans W. (1922–2009), deutscher Mineraloge, Lagerstättenkundler und Prospektor
- Bülter, Marius (* 1993), deutscher Fußballspieler
- Bülter, Tanja (* 1971), deutsche FernsehmoderatorinTanja Bülter (* 1971)

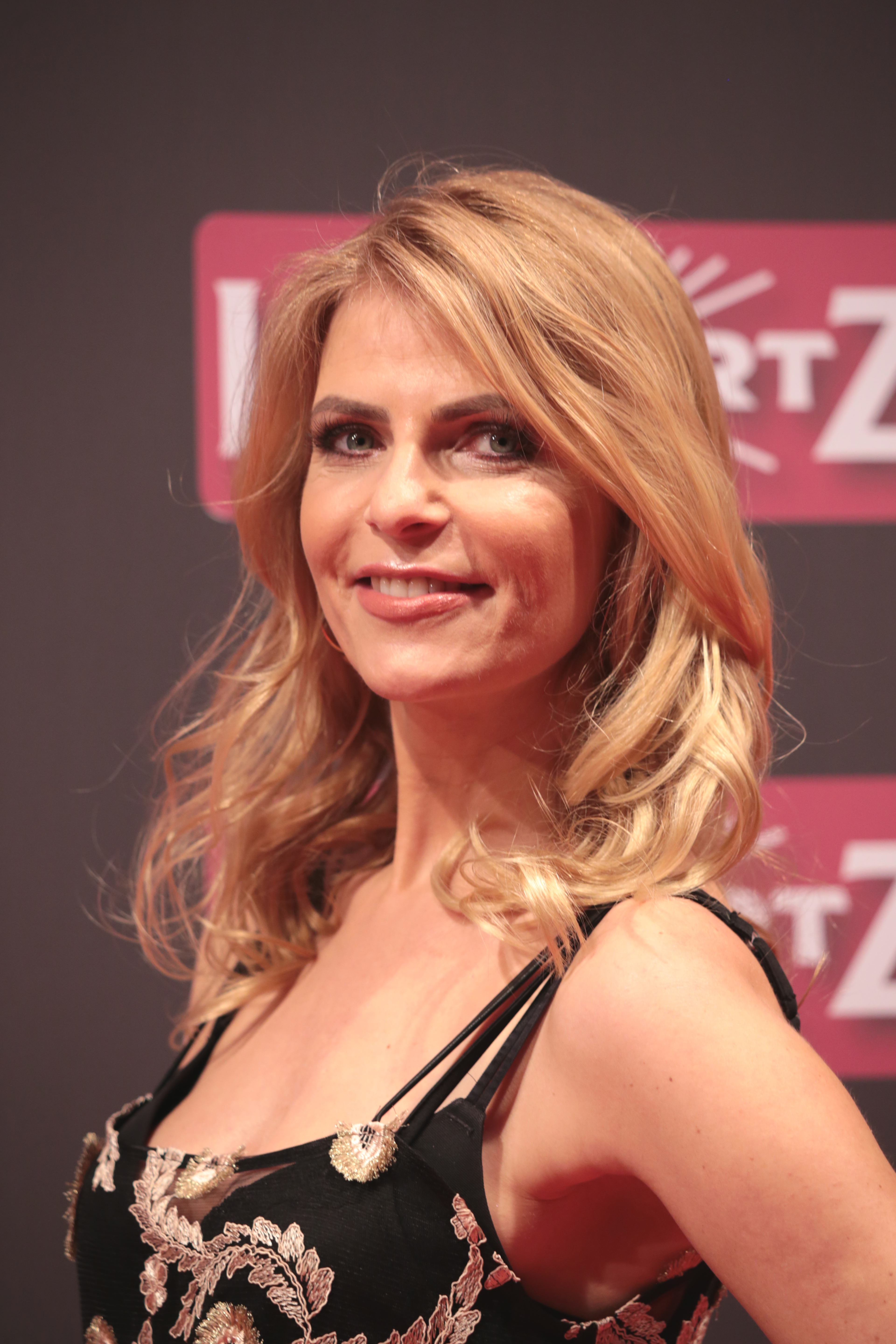
Tanja Bülter (* 1971)

- Bulthaup, Ernst (1904–1978), deutscher Politiker (SPD), MdL
- Bulthaup, Peter (1934–2004), deutscher Philosoph und Chemiker
- Bulthaup, Sabine (* 1962), deutsche Kabarettistin, Radiomoderatorin, Schauspielerin und Sängerin
- Bulthaupt, Axel (* 1966), deutscher Moderator
- Bulthaupt, Heinrich (1849–1905), deutscher Autor
- Bülthoff, Heinrich (* 1950), deutscher Hirnforscher
- Bulthuis, Davy (* 1990), niederländischer Fußballspieler
- Bulthuis, Hendrik (1865–1945), niederländischer Esperantist, Zollbeamter, Schriftsteller und Übersetzer
- Bultmann Lemke, Antje (1918–2017), deutsch-amerikanische Bibliothekarin
- Bultmann, Antje (* 1941), deutsche Journalistin, Wissenschaftsjournalistin und Sachbuchautorin
- Bultmann, Arsseni (* 2005), deutscher Kinderdarsteller
- Bultmann, Christoph (* 1961), deutscher evangelischer Theologe
- Bultmann, Daniel, deutscher Soziologe
- Bultmann, Fritz (* 1937), deutscher Komponist und Chorleiter
- Bultmann, Gabriel Henning (1923–1989), römisch-katholischer und später orthodoxer Hierogehumen
- Bultmann, Ilja (* 2009), deutscher Schauspieler
- Bultmann, Johannes (* 1960), deutscher Kulturmanager
- Bultmann, Peter (* 1971), deutscher Jurist und Hochschullehrer
- Bultmann, Rudolf (1884–1976), deutscher Philosoph, evangelischer Theologe, NeutestamentlerRudolf Bultmann (1884–1976)

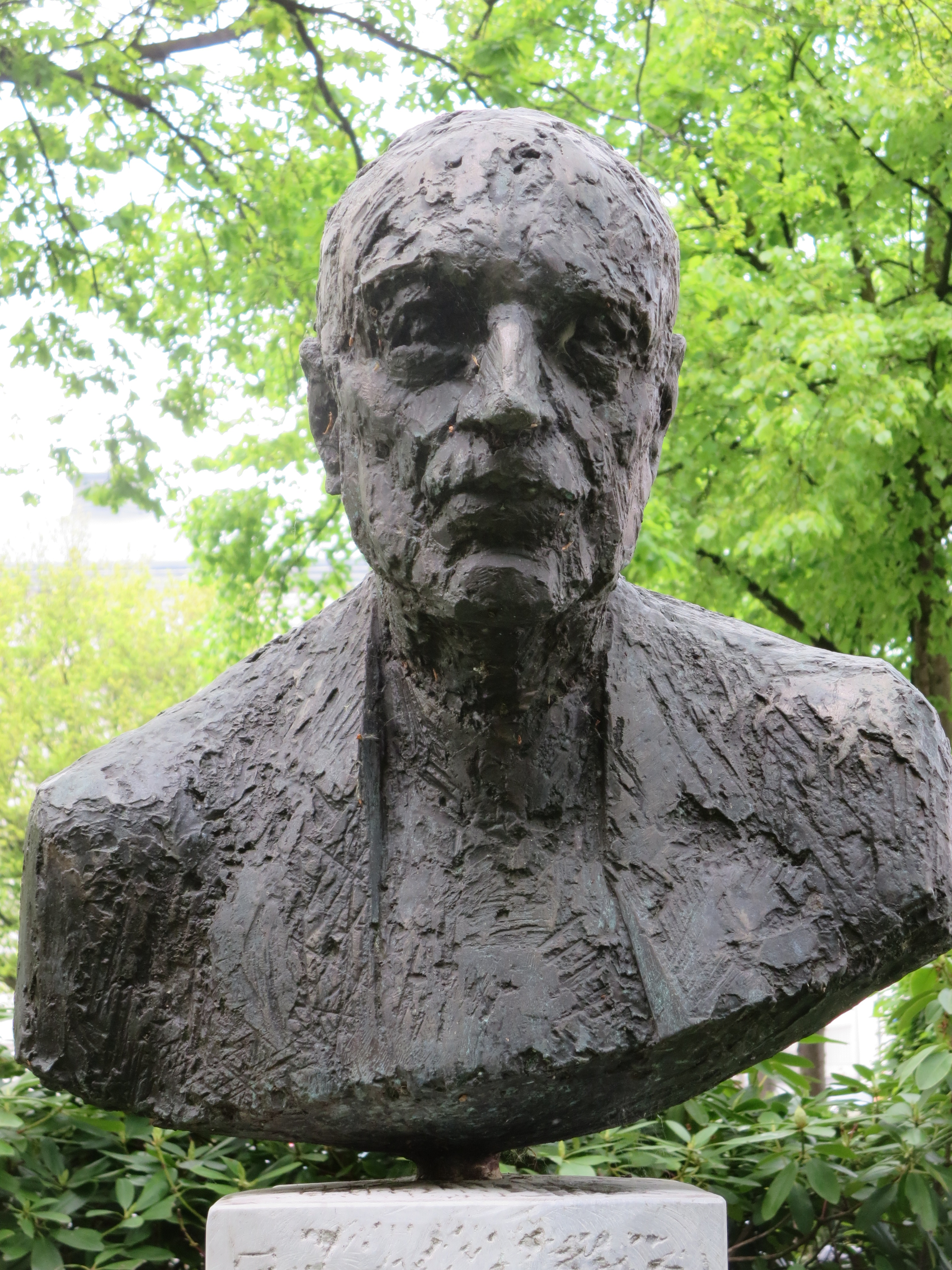
Rudolf Bultmann (1884–1976)

- Bültmann-Steffin, Petra (* 1970), deutsche Unternehmerin (Maschinen- und Anlagenbau)
- Bültzingslöwen, Ferdinand von (1808–1882), deutscher Offizier und Geodät
- Bültzingslöwen, Günther von (1839–1889), deutscher Kaufmann, Konsul und Gutsherr
- Bültzingslöwen, Hendrik von (* 1984), deutscher Schauspieler
- Bültzingslöwen, Johanna von (* 1770), deutsche Schriftstellerin
- Bültzingslöwen, Julius von (1804–1886), preußischer Generalmajor, Kommandant der Festung Wesel
- Bültzingslöwen, Kurt von (1873–1945), deutscher Mediziner und Generaloberarzt

### Bulu
- Bulu, Melih (* 1970), türkischer Politiker (AKP), Rektor der Bosporus-Universität
- Bulucea, Vasile (1931–2008), rumänischer Politiker (PCR, PSD)
- Bulucu, Erman (* 1989), türkischer Fußballspieler
- Bulucz, Alexandru (* 1987), deutschsprachiger Lyriker, Übersetzer und Herausgeber rumänischer HerkunftAlexandru Bulucz (* 1987)

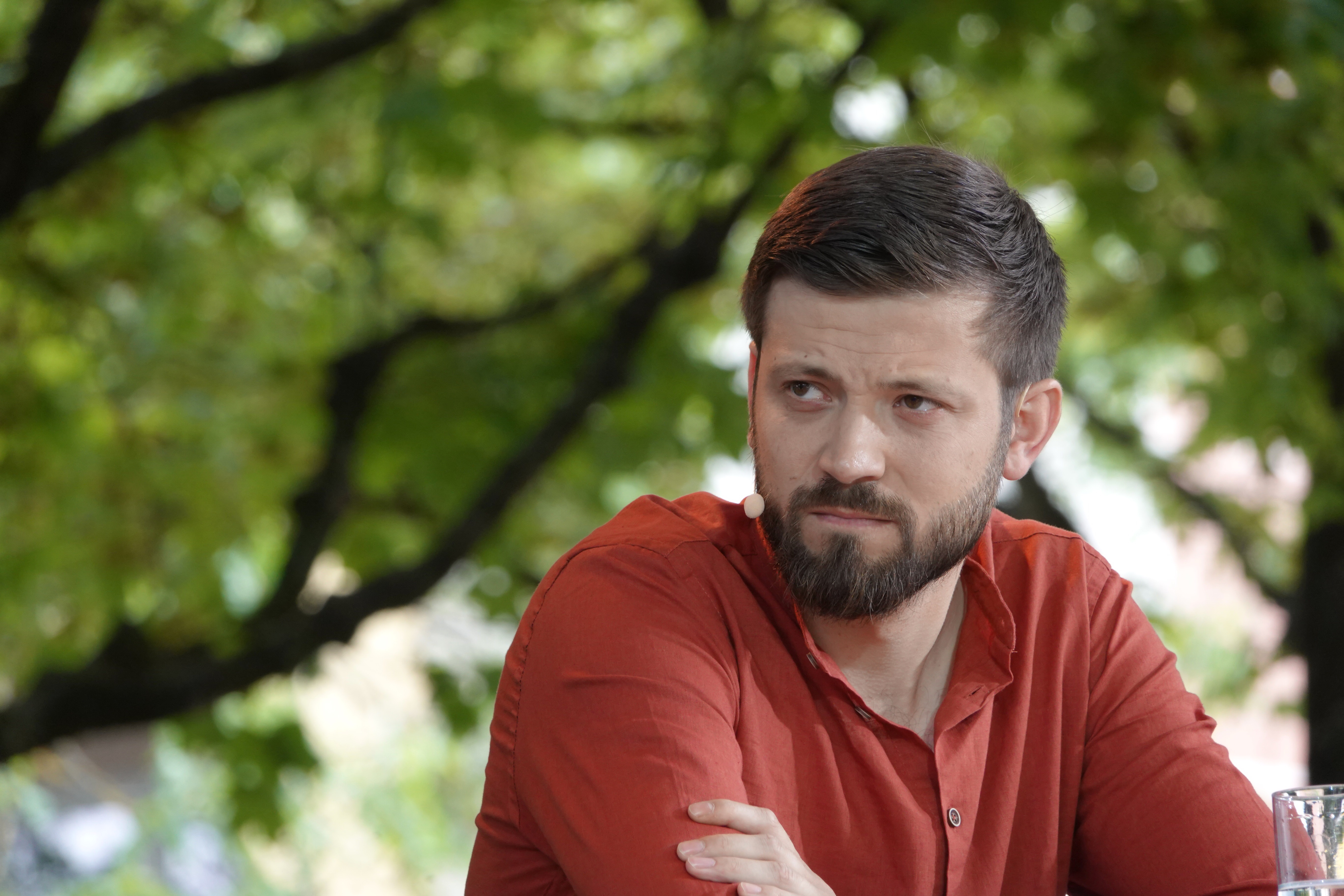
Alexandru Bulucz (* 1987)

- Buluggin ibn Ziri († 984), erste Herrscher der Ziriden in Ifriqiya (972–984)
- Bululu, Lunda (* 1942), kongolesischer Politiker
- Bulushi, Dadallah al- (* 1958), omanischer Sportschütze
- Bulut Duvar, Gamze (* 1992), türkische Mittel- und Langstreckenläuferin
- Bulut, Buluthan (* 2002), türkischer Fußballspieler
- Bulut, Burhanettin (* 1970), türkischer Politiker (CHP)
- Bulut, Caner (* 1989), türkischer Fußballspieler
- Bulut, Ebubekir (* 1982), deutscher Boxer
- Bulut, Erdogan (* 1961), türkischer Maler und Bildhauer
- Bulut, Erol (* 1975), türkischer Fußballspieler und -trainerErol Bulut (* 1975)

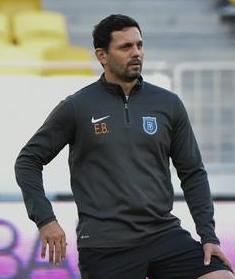
Erol Bulut (* 1975)

- Bulut, Hakan (* 1982), türkischer Schauspieler
- Bulut, Hakkı (* 1945), türkischer Sänger und Schauspieler
- Bulut, Kerem (* 1992), australisch-türkischer Fußballspieler
- Bulut, Mateja (* 1992), kroatische Fußballspielerin
- Bulut, Mehmet (* 1994), österreichischer Fußballspieler
- Bulut, Muhammed (* 1989), deutsch-türkischer Fußballspieler
- Bulut, Nazan (* 1973), türkische Fußballspielerin
- Bulut, Onur (* 1985), türkischer Fußballtorhüter
- Bulut, Onur (* 1994), deutsch-türkischer Fußballspieler
- Bulut, Özlem (* 1982), kurdisch-türkische Opern- und Jazzsängerin (Sopran)
- Bulut, Pınar (* 1982), türkische Drehbuchautorin
- Bulut, Saffet (* 1952), türkischer Politiker
- Bulut, Taylan (* 2006), deutscher Fußballspieler
- Bulut, Tevfik (* 1970), türkischer Fußballspieler und Fußballtrainer
- Bulut, Uğur (* 1990), türkischer Fußballspieler
- Bulut, Umut (* 1983), türkischer Fußballspieler
- Bulut, Vedat (* 1997), türkischer Fußballspieler
- Bulut, Yiğit (1972–2025), türkischer JournalistYiğit Bulut (1972–2025)

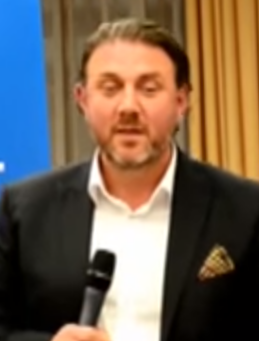
Yiğit Bulut (1972–2025)

### Bulv
- Bulva, Josef (1943–2020), luxemburgischer Pianist
- Bulvičius, Albinas (1904–1941), litauischer Fußballspieler
- Bulvītis, Nauris (* 1987), lettischer Fußballspieler

### Bulw
- Bulwer, Edward (1829–1910), britischer Heeresoffizier, Vizegouverneur von Guernsey
- Bulwer, Henry Ernest Gascoyne (1836–1914), britischer Kolonialadministrator
- Bulwer, John († 1656), englischer Arzt und Naturphilosoph
- Bulwer-Lytton, Constance (1869–1923), britische Frauenrechtlerin
- Bulwer-Lytton, Edward, 1. Baron Lytton (1803–1873), englischer Romanautor
- Bulwer-Lytton, Neville, 3. Earl of Lytton (1879–1951), britischer Offizier, Sportler und Maler
- Bulwer-Lytton, Robert, 1. Earl of Lytton (1831–1891), britischer Staatsmann, Diplomat und Schriftsteller
- Bulwer-Lytton, Rosina (1802–1882), englische Romanschriftstellerin und Feministin
- Bulwer-Lytton, Victor, 2. Earl of Lytton (1876–1947), britischer Politiker
- Bulwin, Christoph († 2012), deutscher Informatiker
- Bulwinkle, Alfred L. (1883–1950), US-amerikanischer Politiker

### Buly
- Bulyea, George (1859–1928), kanadischer Politiker
- Bulygin, Eugenio (1931–2021), russisch-argentinischer Jurist und Rechtsphilosoph
- Bulygin, Sergei Iwanowitsch (* 1963), sowjetischer Biathlet
- Bulyginskaja, Marija Alexandrowna (1928–2019), sowjetische bzw. russische Zoologin
- Bulyha, Wital (* 1980), belarussischer Fußballspieler
- Bulykin, Dmitri Olegowitsch (* 1979), russischer Fußballspieler
- Bulynnikow, Alexander Jakowlewitsch (1892–1972), russisch-sowjetischer Geologe und Hochschullehrer
- Bulyovsky, Lilla von (1833–1909), ungarisch-österreichische Theaterschauspielerin, Tänzerin und SoubretteLilla von Bulyovsky (1833–1909)

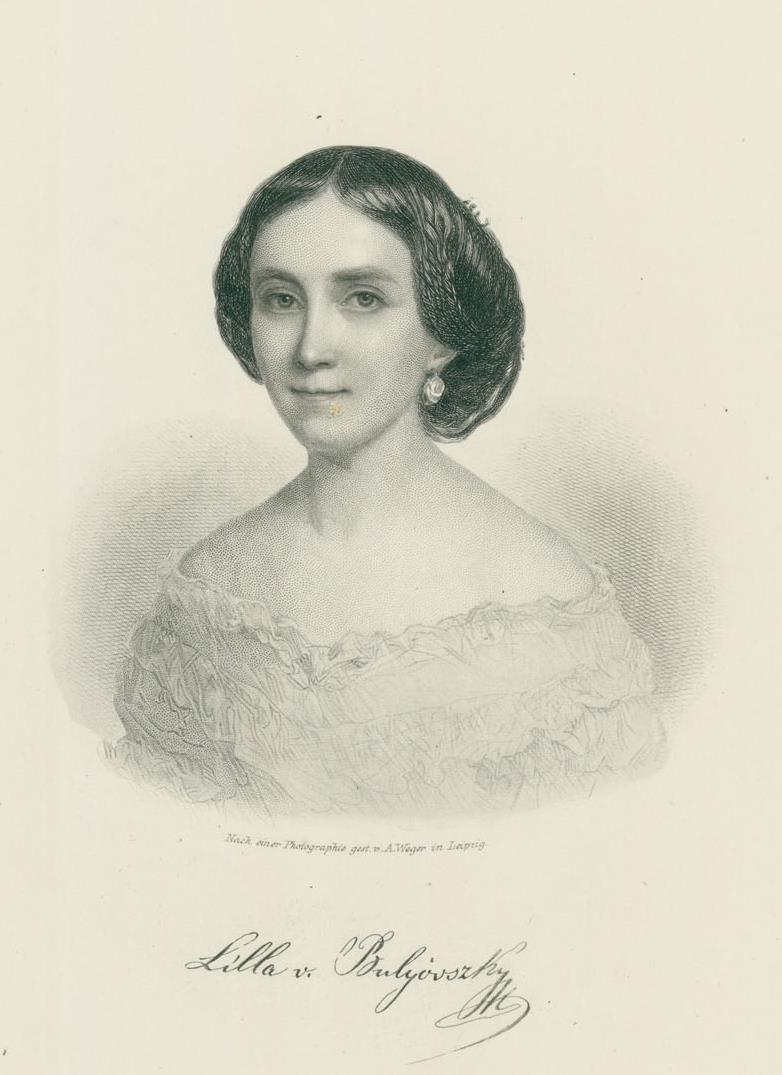
Lilla von Bulyovsky (1833–1909)

- Bulytschow, Kir (1934–2003), russischer Science-Fiction-Autor
- Bulytschow, Wjatscheslaw Alexandrowitsch (1872–1959), russischer Chorleiter, Persönlichkeit des öffentlichen Lebens, Autor und Komponist

### Bulz
- Bulzacki, Mirosław (* 1951), polnischer Fußballspieler